# ديسمبر 2008
ديسمبر 2008 هو الشهر الثاني عشر من عام 2008. بدأ الشهر يوم الاثنين، وانتهى يوم الأربعاء بعد 31 يومًا.

## بوابة:أحداث جارية
| \| 1 ديسمبر 2008 (الإثنين) \| عدل \| تاريخ \| راقب \| تصفح \| |     |       |      |      |
| - إسرائيل تمنع سفينة ليبية وهي أول سفينة مساعدات عربية من الوصول لغزة (العربية) - أوباما يعلن تعيين منافسته السابقة كلينتون وزيرة للخارجية واستمرار غيتس وزيراً للدفاع (العربية) - الهند تعلن أن جميع مهاجمو مومباي باكستانيون (بي بي سي) - كوريا الشمالية تشدد الاجراءات الأمنية على حدودها مع كوريا الجنوبية (بي بي سي) - مقتل تسعة في هجوم انتحاري شمال غرب باكستان (بي بي سي) |     |       |      |      |
| 1 ديسمبر 2008 (الإثنين) | عدل | تاريخ | راقب | تصفح |

| 1 ديسمبر 2008 (الإثنين) | عدل | تاريخ | راقب | تصفح |

| \| 2 ديسمبر 2008 (الثلاثاء) \| عدل \| تاريخ \| راقب \| تصفح \| |     |       |      |      |
| - الرئيس الأمريكي جورج دبليو بوش يعلن عن ندمه عن الفشل الاستخباراتي فيما يتعلق بأسلحة الدمار الشامل العراقية المزعومة والتي أدت إلى الغزو الأمريكي للعراق. (بي بي سي) - إسرائيل تدين رئيس المجلس التشريعي الفلسطيني عزيز دويك بتهمتي الانتماء لحركة حماس المحظورة (بي بي سي) - المحكمة الدستورية في تايلاند تأمر بحل حزب قوة الشعب الحاكم بعد إدانته بتهمة شراء أصوات الناخبين خلال الانتخابات العامة، وتمنع رئيس الوزراء سومتشاي وونجساوات من مزاولة العمل السياسي لمدة خمس سنوات. (بي بي سي) |     |       |      |      |
| 2 ديسمبر 2008 (الثلاثاء) | عدل | تاريخ | راقب | تصفح |

| 2 ديسمبر 2008 (الثلاثاء) | عدل | تاريخ | راقب | تصفح |

| \| 3 ديسمبر 2008 (الأربعاء) \| عدل \| تاريخ \| راقب \| تصفح \| |     |       |      |      |
| - ميشال عون إلتقى الرئيس السوري في دمشق وأعلن إنهاء الخصومة بينه وبين دمشق (الجزيرة) - الحكومة الفلسطينية المقالة تؤكد استمرار أزمة الحجاج وإن معبر رفح ما زال مغلقاً (الجزيرة) - رايس في الهند لنزع فتيل التوتر مع باكستان (بي بي سي) - التوصل إلى أدلة جديدة في قضية اغتيال الحريري (بي بي سي) |     |       |      |      |
| 3 ديسمبر 2008 (الأربعاء) | عدل | تاريخ | راقب | تصفح |

| 3 ديسمبر 2008 (الأربعاء) | عدل | تاريخ | راقب | تصفح |

| 4 ديسمبر 2008 (الخميس) | عدل | تاريخ | راقب | تصفح |

| 5 ديسمبر 2008 (الجمعة) | عدل | تاريخ | راقب | تصفح |

| 7 ديسمبر 2008 (الأحد) | عدل | تاريخ | راقب | تصفح |

| \| 9 ديسمبر 2008 (الثلاثاء) \| عدل \| تاريخ \| راقب \| تصفح \|                                                                 |     |       |      |      |
| - إسرائيل تخفف الحصار جزئياً وسفينة تضامن ترسو بغزة (الجزيرة) - بعثة أوروبية تنتشر بكوسوفو لمساعدتها في بناء مؤسساتها (الجزيرة) |     |       |      |      |
| 9 ديسمبر 2008 (الثلاثاء) | عدل | تاريخ | راقب | تصفح |

| 9 ديسمبر 2008 (الثلاثاء) | عدل | تاريخ | راقب | تصفح |

| \| 11 ديسمبر 2008 (الخميس) \| عدل \| تاريخ \| راقب \| تصفح \| |     |       |      |      |
| - الهند تعلن مراجعة أمنية شاملة (بي بي سي) - أقارب ضحايا 11 سبتمبر يدينون محاكمة جوانتانامو (بي بي سي) - جنوب أفريقيا تعلن حدودها مع زيمبابوي منطقة كوارث (بي بي سي) |     |       |      |      |
| 11 ديسمبر 2008 (الخميس) | عدل | تاريخ | راقب | تصفح |

| 11 ديسمبر 2008 (الخميس) | عدل | تاريخ | راقب | تصفح |

| \| 12 ديسمبر 2008 (الجمعة) \| عدل \| تاريخ \| راقب \| تصفح \|                                                                                   |     |       |      |      |
| - ارتفاع قتلى تفجير كركوك شمال العراق إلى 90 قتيل (الجزيرة) - احتجاجات اليونان تتصاعد وتدخل يومها السابع ورئيس الوزراء يرفض الاستقالة (الجزيرة) |     |       |      |      |
| 12 ديسمبر 2008 (الجمعة) | عدل | تاريخ | راقب | تصفح |

| 12 ديسمبر 2008 (الجمعة) | عدل | تاريخ | راقب | تصفح |

| \| 14 ديسمبر 2008 (الأحد) \| عدل \| تاريخ \| راقب \| تصفح \| |     |       |      |      |
| - صحفي عراقي يقذف بوش والمالكي بحذائه ويهتف قائلا: "كلب" (العربية) - بوش والمالكي يوقعان في بغداد الاتفاق الأمني (بي بي سي) - حماس تنذر إسرائيل بقرب انتهاء التهدئة بين غزة والأراضي الإسرائيلية وترفض تجديدها (العربية) - واشنطن تسلم مجلس الأمن مسودة قرار حول عملية السلام (بي بي سي) - تقرير أمريكي: إهدار أكثر من مائة مليار دولار في إعمار العراق (بي بي سي) - 32 قتيلاً و15 جريحاً في حادث سير جنوب القاهرة (بي بي سي) |     |       |      |      |
| 14 ديسمبر 2008 (الأحد) | عدل | تاريخ | راقب | تصفح |

| 14 ديسمبر 2008 (الأحد) | عدل | تاريخ | راقب | تصفح |

| \| 15 ديسمبر 2008 (الإثنين) \| عدل \| تاريخ \| راقب \| تصفح \| |     |       |      |      |
| - إسرائيل تطلق سراح 224 سجيناً فلسطينياً أغلبيتهم من الضفة (بي بي سي) - في زيارته الوداعية لأفغانستان بوش يتحدث عن مكاسب مأمولة فيها (بي بي سي) - انتخاب رئيس وزراء جديد في تايلاند خلفاً لرئيس الوزراء الأسبق الذي أجبر على الاستقالة بحكم من محكمة (بي بي سي) |     |       |      |      |
| 15 ديسمبر 2008 (الإثنين) | عدل | تاريخ | راقب | تصفح |

| 15 ديسمبر 2008 (الإثنين) | عدل | تاريخ | راقب | تصفح |

| \| 17 ديسمبر 2008 (الأربعاء) \| عدل \| تاريخ \| راقب \| تصفح \| |     |       |      |      |
| - غارة إسرائيلية على غزة بعد قصف لسديروت تبنته سرايا القدس أوقع جريحين (الجزيرة) - براون والمالكي يؤكدان انسحاب الجيش البريطاني بنهاية يوليو 2009 (العربية) - محمود عباس يرفض إجراء انتخابات في الضفة الغربية من دون غزة (العربية) - البرلمان الصومالي يوافق على البدء بإجراءات عزل الرئيس (بي بي سي) - قاضي التحقيق في العراق يمدد حبس منتظر الزيدي (بي بي سي) |     |       |      |      |
| 17 ديسمبر 2008 (الأربعاء) | عدل | تاريخ | راقب | تصفح |

| 17 ديسمبر 2008 (الأربعاء) | عدل | تاريخ | راقب | تصفح |

| \| 20 ديسمبر 2008 (السبت) \| عدل \| تاريخ \| راقب \| تصفح \| |     |       |      |      |
| - الإفراج عن ضباط اعتقلوا بتهمة تسهيل نشاطات إرهابية في العراق وإسقاط كل التهم الموجه إليهم (العربية) - الأمم المتحدة تدعو لإعادة العمل بالتهدئة بين الفلسطينيين وإسرائيل (العربية) |     |       |      |      |
| 20 ديسمبر 2008 (السبت) | عدل | تاريخ | راقب | تصفح |

| 20 ديسمبر 2008 (السبت) | عدل | تاريخ | راقب | تصفح |

| \| 21 ديسمبر 2008 (الأحد) \| عدل \| تاريخ \| راقب \| تصفح \| |     |       |      |      |
| - أولمرت يحذر من التعجل في شن عملية ضد غزة بسبب إطلاق صواريخ بعد نهاية الهدنة بين إسرائيل وحماس المسيطرة على القطاع (رويترز) - المجلس العسكري الموريتاني يفرج عن الرئيس المخلوع (رويترز) |     |       |      |      |
| 21 ديسمبر 2008 (الأحد) | عدل | تاريخ | راقب | تصفح |

| 21 ديسمبر 2008 (الأحد) | عدل | تاريخ | راقب | تصفح |

| \| 22 ديسمبر 2008 (الإثنين) \| عدل \| تاريخ \| راقب \| تصفح \| |     |       |      |      |
| - إصابة أربعة فلسطينيين وتعهد إسرائيلي بإنهاء حكم حماس (الجزيرة) - العراق يعتزم طرد مجاهدي خلق من أراضيه (بي بي سي) - مقتل 7 أشخاص في غارة أمريكية على وزيرستان (بي بي سي) - البرلمان العراقي يصوت على قانون بقاء القوات الأجنبية (بي بي سي) - الأسد لا يستبعد الدخول في مفاوضات مباشرة مع إسرائيل (العربية) |     |       |      |      |
| 22 ديسمبر 2008 (الإثنين) | عدل | تاريخ | راقب | تصفح |

| 22 ديسمبر 2008 (الإثنين) | عدل | تاريخ | راقب | تصفح |

| \| 23 ديسمبر 2008 (الثلاثاء) \| عدل \| تاريخ \| راقب \| تصفح \| |     |       |      |      |
| - عباس يزور القاهرة لبحث الأوضاع في غزة وحماس تعلن هدنة 24 ساعة بعد عرض مصري لإدخال مساعدات طبية وغذائية عاجلة من مصر إلى القطاع (بي بي سي) - الجيش الغيني يعلن حل الحكومة ووقف العمل بالدستور بعد وفاة الرئيس لإنسانا كونتي (بي بي سي) - رئيس البرلمان العراقي محمود المشهداني يستقيل من منصبة (بي بي سي) |     |       |      |      |
| 23 ديسمبر 2008 (الثلاثاء) | عدل | تاريخ | راقب | تصفح |

| 23 ديسمبر 2008 (الثلاثاء) | عدل | تاريخ | راقب | تصفح |

| \| 24 ديسمبر 2008 (الأربعاء) \| عدل \| تاريخ \| راقب \| تصفح \| |     |       |      |      |
| - مقتل 3 من كتائب القسام وإسرائيل تتراجع عن فتح معابر غزة (العربية) - المجلس التشريعي الفلسطيني ينفي معلومات صحفية عن تقديم حماس لقانون عقوبات إسلامية يتضمن الجلد والصلب وقطع الأيدي (العربية) - الرئيس السلفادوري أنطونيو ساكا يعلن عن سحب قوات بلاده من العراق بحلول نهاية العام وذلك بعد ساعات من إقرار البرلمان العراقي قرار يتيح بقاء القوات الأجنبية فيه بعد نهاية التفويض الدولي-(سي إن إن) - رئيس البرلمان في غينيا يدعو العالم إلى وقف الانقلاب (بي بي سي) |     |       |      |      |
| 24 ديسمبر 2008 (الأربعاء) | عدل | تاريخ | راقب | تصفح |

| 24 ديسمبر 2008 (الأربعاء) | عدل | تاريخ | راقب | تصفح |

| \| 25 ديسمبر 2008 (الخميس) \| عدل \| تاريخ \| راقب \| تصفح \| |     |       |      |      |
| - تسيبي ليفني تتعهد بإنهاء سيطرة حماس على قطاع غزة (بي بي سي) - محكمة إسرائيلية تحكم على الأمين العام للجبهة الشعبية لتحرير فلسطين أحمد سعدات بالسجن 30 عاماً بتهمة التخطيط لاغتيال وزير إسرائيلي (بي بي سي) - قائد الانقلابين في غينيا النقيب موسى داديس كامارا يعلن توليه الرئاسة ورئيس الوزراء يسلم نفسه لقادة الانقلاب (بي بي سي) - في رسالة الميلاد البابا يدعو إلى وضع حد للعنف والكراهية في الشرق الأوسط ويحذر من طغيان روح الأنانية وغياب التضامن في مواجهه الأزمة الاقتصادية (بي بي سي) |     |       |      |      |
| 25 ديسمبر 2008 (الخميس) | عدل | تاريخ | راقب | تصفح |

| 25 ديسمبر 2008 (الخميس) | عدل | تاريخ | راقب | تصفح |

| \| 27 ديسمبر 2008 (السبت) \| عدل \| تاريخ \| راقب \| تصفح \| |     |       |      |      |
| - إسرائيل ترتكب أكبر مذبحة في الأراضي الفلسطينية منذ عام 1967 ومشعل يدعو لانتفاضة ثالثة وهنية يرفض الاستسلام حتى لو أبيدت غزة (العربية) - مقتل 22 في انفجار سيارة مفخخة في بغداد (بي بي سي) - عشرات الآلاف يحيون الذكرى الأولى لاغتيال بينظير بوتو (بي بي سي) |     |       |      |      |
| 27 ديسمبر 2008 (السبت) | عدل | تاريخ | راقب | تصفح |

| 27 ديسمبر 2008 (السبت) | عدل | تاريخ | راقب | تصفح |

| \| 28 ديسمبر 2008 (الأحد) \| عدل \| تاريخ \| راقب \| تصفح \| |     |       |      |      |
| - مواجهات عند معبر رفح بعد قصف الأنفاق (بي بي سي) - عباس: حماس كان بإمكانها تجنب الهجوم الإسرائيلي (بي بي سي) - الطائرات الحربية التركية تغير على مواقع تشتبه في أنها تؤوي عناصر من حزب العمال الكردستاني في شمال العراق (بي بي سي) |     |       |      |      |
| 28 ديسمبر 2008 (الأحد) | عدل | تاريخ | راقب | تصفح |

| 28 ديسمبر 2008 (الأحد) | عدل | تاريخ | راقب | تصفح |

| \| 29 ديسمبر 2008 (الإثنين) \| عدل \| تاريخ \| راقب \| تصفح \| |     |       |      |      |
| - نصر الله يدعو الفلسطينيين لانتفاضة ثالثة وإسرائيل تواصل قصف غزة والبيت الأبيض يؤكد أن إسرائيل تدافع عن نفسها (العربية) - جرحى غزة يعبرون إلى مصر والمساعدات تبدأ بدخول القطاع وعدد قتلى الغارات يرتفع إلى 345 (العربية) - نائب إيراني يدعو بلاده لمهاجمة إسرائيل بدل الخطب والمظاهرات (العربية) - عاملون في مجال الإغاثة وأطباء يتوجهون إلى غزة عن طريق البحر من قبرص ومعهم مساعدات طبية (رويترز) - استقالة الرئيس الصومالي واشتباكات بين الجماعات الإسلامية (رويترز) |     |       |      |      |
| 29 ديسمبر 2008 (الإثنين) | عدل | تاريخ | راقب | تصفح |

| 29 ديسمبر 2008 (الإثنين) | عدل | تاريخ | راقب | تصفح |

| \| 30 ديسمبر 2008 (الثلاثاء) \| عدل \| تاريخ \| راقب \| تصفح \| |     |       |      |      |
| - الغارات على غزة تتواصل وتقارير إعلامية تقول أن إسرائيل تدرس تهدئة مؤقتة قبل اجتياح القطاع-(سي إن إن) - مبارك يأمر بفتح معبر رفح للجرحى ويحذر من مخطط إسرائيلي يهدف إلى فصل قطاع غزة عن الضفة الغربية ويقول أن مصر لن تشارك بتعميق الإنقسام بين فتح وحماس-(سي إن إن) - القمة الخليجية تدعو إلى وقف آلة القتل الإسرائيلية في غزة وتطالب إسرائيل برفع الحصار وتحث الفصائل الفلسطينية على الوحدة (العربية) |     |       |      |      |
| 30 ديسمبر 2008 (الثلاثاء) | عدل | تاريخ | راقب | تصفح |

| 30 ديسمبر 2008 (الثلاثاء) | عدل | تاريخ | راقب | تصفح |

| \| 31 ديسمبر 2008 (الأربعاء) \| عدل \| تاريخ \| راقب \| تصفح \| |     |       |      |      |
| - حماس تتعهد بالقتال للرمق الأخير ضد أي هجوم إسرائيلي على غزة وإسرائيل تؤجل بحث الهدنة وعباس يهدد بوقف المفاوضات (العربية) - اجتماع طارئ في جامعة الدول العربية لوزراء الخارجية العرب ووزير الخارجية السعودي يدعو لاجتماع مصالحة فلسطيني فوري وعمرو موسى يقول أن الانطباع بأن جيش إسرائيل لا يقهر ولى زمنه ولن يعود (العربية) - العراق يوقع اتفاقيتين تنظمان وجود القوات البريطانية والأسترالية يلزم البلدين بالانسحاب في نهاية يوليو 2009 (العربية) |     |       |      |      |
| 31 ديسمبر 2008 (الأربعاء) | عدل | تاريخ | راقب | تصفح |

| 31 ديسمبر 2008 (الأربعاء) | عدل | تاريخ | راقب | تصفح |

| 7 ديسمبر 2008 (الأحد) | عدل | تاريخ | راقب | تصفح |

| \| 9 ديسمبر 2008 (الثلاثاء) \| عدل \| تاريخ \| راقب \| تصفح \|                                                                 |     |       |      |      |
| - إسرائيل تخفف الحصار جزئياً وسفينة تضامن ترسو بغزة (الجزيرة) - بعثة أوروبية تنتشر بكوسوفو لمساعدتها في بناء مؤسساتها (الجزيرة) |     |       |      |      |
| 9 ديسمبر 2008 (الثلاثاء) | عدل | تاريخ | راقب | تصفح |

| 9 ديسمبر 2008 (الثلاثاء) | عدل | تاريخ | راقب | تصفح |

| \| 11 ديسمبر 2008 (الخميس) \| عدل \| تاريخ \| راقب \| تصفح \| |     |       |      |      |
| - الهند تعلن مراجعة أمنية شاملة (بي بي سي) - أقارب ضحايا 11 سبتمبر يدينون محاكمة جوانتانامو (بي بي سي) - جنوب أفريقيا تعلن حدودها مع زيمبابوي منطقة كوارث (بي بي سي) |     |       |      |      |
| 11 ديسمبر 2008 (الخميس) | عدل | تاريخ | راقب | تصفح |

| 11 ديسمبر 2008 (الخميس) | عدل | تاريخ | راقب | تصفح |

| \| 12 ديسمبر 2008 (الجمعة) \| عدل \| تاريخ \| راقب \| تصفح \|                                                                                   |     |       |      |      |
| - ارتفاع قتلى تفجير كركوك شمال العراق إلى 90 قتيل (الجزيرة) - احتجاجات اليونان تتصاعد وتدخل يومها السابع ورئيس الوزراء يرفض الاستقالة (الجزيرة) |     |       |      |      |
| 12 ديسمبر 2008 (الجمعة) | عدل | تاريخ | راقب | تصفح |

| 12 ديسمبر 2008 (الجمعة) | عدل | تاريخ | راقب | تصفح |

| \| 14 ديسمبر 2008 (الأحد) \| عدل \| تاريخ \| راقب \| تصفح \| |     |       |      |      |
| - صحفي عراقي يقذف بوش والمالكي بحذائه ويهتف قائلا: "كلب" (العربية) - بوش والمالكي يوقعان في بغداد الاتفاق الأمني (بي بي سي) - حماس تنذر إسرائيل بقرب انتهاء التهدئة بين غزة والأراضي الإسرائيلية وترفض تجديدها (العربية) - واشنطن تسلم مجلس الأمن مسودة قرار حول عملية السلام (بي بي سي) - تقرير أمريكي: إهدار أكثر من مائة مليار دولار في إعمار العراق (بي بي سي) - 32 قتيلاً و15 جريحاً في حادث سير جنوب القاهرة (بي بي سي) |     |       |      |      |
| 14 ديسمبر 2008 (الأحد) | عدل | تاريخ | راقب | تصفح |

| 14 ديسمبر 2008 (الأحد) | عدل | تاريخ | راقب | تصفح |

| \| 15 ديسمبر 2008 (الإثنين) \| عدل \| تاريخ \| راقب \| تصفح \| |     |       |      |      |
| - إسرائيل تطلق سراح 224 سجيناً فلسطينياً أغلبيتهم من الضفة (بي بي سي) - في زيارته الوداعية لأفغانستان بوش يتحدث عن مكاسب مأمولة فيها (بي بي سي) - انتخاب رئيس وزراء جديد في تايلاند خلفاً لرئيس الوزراء الأسبق الذي أجبر على الاستقالة بحكم من محكمة (بي بي سي) |     |       |      |      |
| 15 ديسمبر 2008 (الإثنين) | عدل | تاريخ | راقب | تصفح |

| 15 ديسمبر 2008 (الإثنين) | عدل | تاريخ | راقب | تصفح |

| \| 17 ديسمبر 2008 (الأربعاء) \| عدل \| تاريخ \| راقب \| تصفح \| |     |       |      |      |
| - غارة إسرائيلية على غزة بعد قصف لسديروت تبنته سرايا القدس أوقع جريحين (الجزيرة) - براون والمالكي يؤكدان انسحاب الجيش البريطاني بنهاية يوليو 2009 (العربية) - محمود عباس يرفض إجراء انتخابات في الضفة الغربية من دون غزة (العربية) - البرلمان الصومالي يوافق على البدء بإجراءات عزل الرئيس (بي بي سي) - قاضي التحقيق في العراق يمدد حبس منتظر الزيدي (بي بي سي) |     |       |      |      |
| 17 ديسمبر 2008 (الأربعاء) | عدل | تاريخ | راقب | تصفح |

| 17 ديسمبر 2008 (الأربعاء) | عدل | تاريخ | راقب | تصفح |

| \| 20 ديسمبر 2008 (السبت) \| عدل \| تاريخ \| راقب \| تصفح \| |     |       |      |      |
| - الإفراج عن ضباط اعتقلوا بتهمة تسهيل نشاطات إرهابية في العراق وإسقاط كل التهم الموجه إليهم (العربية) - الأمم المتحدة تدعو لإعادة العمل بالتهدئة بين الفلسطينيين وإسرائيل (العربية) |     |       |      |      |
| 20 ديسمبر 2008 (السبت) | عدل | تاريخ | راقب | تصفح |

| 20 ديسمبر 2008 (السبت) | عدل | تاريخ | راقب | تصفح |

| \| 21 ديسمبر 2008 (الأحد) \| عدل \| تاريخ \| راقب \| تصفح \| |     |       |      |      |
| - أولمرت يحذر من التعجل في شن عملية ضد غزة بسبب إطلاق صواريخ بعد نهاية الهدنة بين إسرائيل وحماس المسيطرة على القطاع (رويترز) - المجلس العسكري الموريتاني يفرج عن الرئيس المخلوع (رويترز) |     |       |      |      |
| 21 ديسمبر 2008 (الأحد) | عدل | تاريخ | راقب | تصفح |

| 21 ديسمبر 2008 (الأحد) | عدل | تاريخ | راقب | تصفح |

| \| 22 ديسمبر 2008 (الإثنين) \| عدل \| تاريخ \| راقب \| تصفح \| |     |       |      |      |
| - إصابة أربعة فلسطينيين وتعهد إسرائيلي بإنهاء حكم حماس (الجزيرة) - العراق يعتزم طرد مجاهدي خلق من أراضيه (بي بي سي) - مقتل 7 أشخاص في غارة أمريكية على وزيرستان (بي بي سي) - البرلمان العراقي يصوت على قانون بقاء القوات الأجنبية (بي بي سي) - الأسد لا يستبعد الدخول في مفاوضات مباشرة مع إسرائيل (العربية) |     |       |      |      |
| 22 ديسمبر 2008 (الإثنين) | عدل | تاريخ | راقب | تصفح |

| 22 ديسمبر 2008 (الإثنين) | عدل | تاريخ | راقب | تصفح |

| \| 23 ديسمبر 2008 (الثلاثاء) \| عدل \| تاريخ \| راقب \| تصفح \| |     |       |      |      |
| - عباس يزور القاهرة لبحث الأوضاع في غزة وحماس تعلن هدنة 24 ساعة بعد عرض مصري لإدخال مساعدات طبية وغذائية عاجلة من مصر إلى القطاع (بي بي سي) - الجيش الغيني يعلن حل الحكومة ووقف العمل بالدستور بعد وفاة الرئيس لإنسانا كونتي (بي بي سي) - رئيس البرلمان العراقي محمود المشهداني يستقيل من منصبة (بي بي سي) |     |       |      |      |
| 23 ديسمبر 2008 (الثلاثاء) | عدل | تاريخ | راقب | تصفح |

| 23 ديسمبر 2008 (الثلاثاء) | عدل | تاريخ | راقب | تصفح |

| \| 24 ديسمبر 2008 (الأربعاء) \| عدل \| تاريخ \| راقب \| تصفح \| |     |       |      |      |
| - مقتل 3 من كتائب القسام وإسرائيل تتراجع عن فتح معابر غزة (العربية) - المجلس التشريعي الفلسطيني ينفي معلومات صحفية عن تقديم حماس لقانون عقوبات إسلامية يتضمن الجلد والصلب وقطع الأيدي (العربية) - الرئيس السلفادوري أنطونيو ساكا يعلن عن سحب قوات بلاده من العراق بحلول نهاية العام وذلك بعد ساعات من إقرار البرلمان العراقي قرار يتيح بقاء القوات الأجنبية فيه بعد نهاية التفويض الدولي-(سي إن إن) - رئيس البرلمان في غينيا يدعو العالم إلى وقف الانقلاب (بي بي سي) |     |       |      |      |
| 24 ديسمبر 2008 (الأربعاء) | عدل | تاريخ | راقب | تصفح |

| 24 ديسمبر 2008 (الأربعاء) | عدل | تاريخ | راقب | تصفح |

| \| 25 ديسمبر 2008 (الخميس) \| عدل \| تاريخ \| راقب \| تصفح \| |     |       |      |      |
| - تسيبي ليفني تتعهد بإنهاء سيطرة حماس على قطاع غزة (بي بي سي) - محكمة إسرائيلية تحكم على الأمين العام للجبهة الشعبية لتحرير فلسطين أحمد سعدات بالسجن 30 عاماً بتهمة التخطيط لاغتيال وزير إسرائيلي (بي بي سي) - قائد الانقلابين في غينيا النقيب موسى داديس كامارا يعلن توليه الرئاسة ورئيس الوزراء يسلم نفسه لقادة الانقلاب (بي بي سي) - في رسالة الميلاد البابا يدعو إلى وضع حد للعنف والكراهية في الشرق الأوسط ويحذر من طغيان روح الأنانية وغياب التضامن في مواجهه الأزمة الاقتصادية (بي بي سي) |     |       |      |      |
| 25 ديسمبر 2008 (الخميس) | عدل | تاريخ | راقب | تصفح |

| 25 ديسمبر 2008 (الخميس) | عدل | تاريخ | راقب | تصفح |

| \| 27 ديسمبر 2008 (السبت) \| عدل \| تاريخ \| راقب \| تصفح \| |     |       |      |      |
| - إسرائيل ترتكب أكبر مذبحة في الأراضي الفلسطينية منذ عام 1967 ومشعل يدعو لانتفاضة ثالثة وهنية يرفض الاستسلام حتى لو أبيدت غزة (العربية) - مقتل 22 في انفجار سيارة مفخخة في بغداد (بي بي سي) - عشرات الآلاف يحيون الذكرى الأولى لاغتيال بينظير بوتو (بي بي سي) |     |       |      |      |
| 27 ديسمبر 2008 (السبت) | عدل | تاريخ | راقب | تصفح |

| 27 ديسمبر 2008 (السبت) | عدل | تاريخ | راقب | تصفح |

| \| 28 ديسمبر 2008 (الأحد) \| عدل \| تاريخ \| راقب \| تصفح \| |     |       |      |      |
| - مواجهات عند معبر رفح بعد قصف الأنفاق (بي بي سي) - عباس: حماس كان بإمكانها تجنب الهجوم الإسرائيلي (بي بي سي) - الطائرات الحربية التركية تغير على مواقع تشتبه في أنها تؤوي عناصر من حزب العمال الكردستاني في شمال العراق (بي بي سي) |     |       |      |      |
| 28 ديسمبر 2008 (الأحد) | عدل | تاريخ | راقب | تصفح |

| 28 ديسمبر 2008 (الأحد) | عدل | تاريخ | راقب | تصفح |

| \| 29 ديسمبر 2008 (الإثنين) \| عدل \| تاريخ \| راقب \| تصفح \| |     |       |      |      |
| - نصر الله يدعو الفلسطينيين لانتفاضة ثالثة وإسرائيل تواصل قصف غزة والبيت الأبيض يؤكد أن إسرائيل تدافع عن نفسها (العربية) - جرحى غزة يعبرون إلى مصر والمساعدات تبدأ بدخول القطاع وعدد قتلى الغارات يرتفع إلى 345 (العربية) - نائب إيراني يدعو بلاده لمهاجمة إسرائيل بدل الخطب والمظاهرات (العربية) - عاملون في مجال الإغاثة وأطباء يتوجهون إلى غزة عن طريق البحر من قبرص ومعهم مساعدات طبية (رويترز) - استقالة الرئيس الصومالي واشتباكات بين الجماعات الإسلامية (رويترز) |     |       |      |      |
| 29 ديسمبر 2008 (الإثنين) | عدل | تاريخ | راقب | تصفح |

| 29 ديسمبر 2008 (الإثنين) | عدل | تاريخ | راقب | تصفح |

| \| 30 ديسمبر 2008 (الثلاثاء) \| عدل \| تاريخ \| راقب \| تصفح \| |     |       |      |      |
| - الغارات على غزة تتواصل وتقارير إعلامية تقول أن إسرائيل تدرس تهدئة مؤقتة قبل اجتياح القطاع-(سي إن إن) - مبارك يأمر بفتح معبر رفح للجرحى ويحذر من مخطط إسرائيلي يهدف إلى فصل قطاع غزة عن الضفة الغربية ويقول أن مصر لن تشارك بتعميق الإنقسام بين فتح وحماس-(سي إن إن) - القمة الخليجية تدعو إلى وقف آلة القتل الإسرائيلية في غزة وتطالب إسرائيل برفع الحصار وتحث الفصائل الفلسطينية على الوحدة (العربية) |     |       |      |      |
| 30 ديسمبر 2008 (الثلاثاء) | عدل | تاريخ | راقب | تصفح |

| 30 ديسمبر 2008 (الثلاثاء) | عدل | تاريخ | راقب | تصفح |

| \| 31 ديسمبر 2008 (الأربعاء) \| عدل \| تاريخ \| راقب \| تصفح \| |     |       |      |      |
| - حماس تتعهد بالقتال للرمق الأخير ضد أي هجوم إسرائيلي على غزة وإسرائيل تؤجل بحث الهدنة وعباس يهدد بوقف المفاوضات (العربية) - اجتماع طارئ في جامعة الدول العربية لوزراء الخارجية العرب ووزير الخارجية السعودي يدعو لاجتماع مصالحة فلسطيني فوري وعمرو موسى يقول أن الانطباع بأن جيش إسرائيل لا يقهر ولى زمنه ولن يعود (العربية) - العراق يوقع اتفاقيتين تنظمان وجود القوات البريطانية والأسترالية يلزم البلدين بالانسحاب في نهاية يوليو 2009 (العربية) |     |       |      |      |
| 31 ديسمبر 2008 (الأربعاء) | عدل | تاريخ | راقب | تصفح |

| 31 ديسمبر 2008 (الأربعاء) | عدل | تاريخ | راقب | تصفح |

| أيقونة بذرة | هذه بذرة مقالة عن تقويم بحاجة للتوسيع. فضلًا شارك في تحريرها. |

| 5 ديسمبر 2008 (الجمعة) | عدل | تاريخ | راقب | تصفح |

| 7 ديسمبر 2008 (الأحد) | عدل | تاريخ | راقب | تصفح |

| \| 9 ديسمبر 2008 (الثلاثاء) \| عدل \| تاريخ \| راقب \| تصفح \|                                                                 |     |       |      |      |
| - إسرائيل تخفف الحصار جزئياً وسفينة تضامن ترسو بغزة (الجزيرة) - بعثة أوروبية تنتشر بكوسوفو لمساعدتها في بناء مؤسساتها (الجزيرة) |     |       |      |      |
| 9 ديسمبر 2008 (الثلاثاء) | عدل | تاريخ | راقب | تصفح |

| 9 ديسمبر 2008 (الثلاثاء) | عدل | تاريخ | راقب | تصفح |

| \| 11 ديسمبر 2008 (الخميس) \| عدل \| تاريخ \| راقب \| تصفح \| |     |       |      |      |
| - الهند تعلن مراجعة أمنية شاملة (بي بي سي) - أقارب ضحايا 11 سبتمبر يدينون محاكمة جوانتانامو (بي بي سي) - جنوب أفريقيا تعلن حدودها مع زيمبابوي منطقة كوارث (بي بي سي) |     |       |      |      |
| 11 ديسمبر 2008 (الخميس) | عدل | تاريخ | راقب | تصفح |

| 11 ديسمبر 2008 (الخميس) | عدل | تاريخ | راقب | تصفح |

| \| 12 ديسمبر 2008 (الجمعة) \| عدل \| تاريخ \| راقب \| تصفح \|                                                                                   |     |       |      |      |
| - ارتفاع قتلى تفجير كركوك شمال العراق إلى 90 قتيل (الجزيرة) - احتجاجات اليونان تتصاعد وتدخل يومها السابع ورئيس الوزراء يرفض الاستقالة (الجزيرة) |     |       |      |      |
| 12 ديسمبر 2008 (الجمعة) | عدل | تاريخ | راقب | تصفح |

| 12 ديسمبر 2008 (الجمعة) | عدل | تاريخ | راقب | تصفح |

| \| 14 ديسمبر 2008 (الأحد) \| عدل \| تاريخ \| راقب \| تصفح \| |     |       |      |      |
| - صحفي عراقي يقذف بوش والمالكي بحذائه ويهتف قائلا: "كلب" (العربية) - بوش والمالكي يوقعان في بغداد الاتفاق الأمني (بي بي سي) - حماس تنذر إسرائيل بقرب انتهاء التهدئة بين غزة والأراضي الإسرائيلية وترفض تجديدها (العربية) - واشنطن تسلم مجلس الأمن مسودة قرار حول عملية السلام (بي بي سي) - تقرير أمريكي: إهدار أكثر من مائة مليار دولار في إعمار العراق (بي بي سي) - 32 قتيلاً و15 جريحاً في حادث سير جنوب القاهرة (بي بي سي) |     |       |      |      |
| 14 ديسمبر 2008 (الأحد) | عدل | تاريخ | راقب | تصفح |

| 14 ديسمبر 2008 (الأحد) | عدل | تاريخ | راقب | تصفح |

| \| 15 ديسمبر 2008 (الإثنين) \| عدل \| تاريخ \| راقب \| تصفح \| |     |       |      |      |
| - إسرائيل تطلق سراح 224 سجيناً فلسطينياً أغلبيتهم من الضفة (بي بي سي) - في زيارته الوداعية لأفغانستان بوش يتحدث عن مكاسب مأمولة فيها (بي بي سي) - انتخاب رئيس وزراء جديد في تايلاند خلفاً لرئيس الوزراء الأسبق الذي أجبر على الاستقالة بحكم من محكمة (بي بي سي) |     |       |      |      |
| 15 ديسمبر 2008 (الإثنين) | عدل | تاريخ | راقب | تصفح |

| 15 ديسمبر 2008 (الإثنين) | عدل | تاريخ | راقب | تصفح |

| \| 17 ديسمبر 2008 (الأربعاء) \| عدل \| تاريخ \| راقب \| تصفح \| |     |       |      |      |
| - غارة إسرائيلية على غزة بعد قصف لسديروت تبنته سرايا القدس أوقع جريحين (الجزيرة) - براون والمالكي يؤكدان انسحاب الجيش البريطاني بنهاية يوليو 2009 (العربية) - محمود عباس يرفض إجراء انتخابات في الضفة الغربية من دون غزة (العربية) - البرلمان الصومالي يوافق على البدء بإجراءات عزل الرئيس (بي بي سي) - قاضي التحقيق في العراق يمدد حبس منتظر الزيدي (بي بي سي) |     |       |      |      |
| 17 ديسمبر 2008 (الأربعاء) | عدل | تاريخ | راقب | تصفح |

| 17 ديسمبر 2008 (الأربعاء) | عدل | تاريخ | راقب | تصفح |

| \| 20 ديسمبر 2008 (السبت) \| عدل \| تاريخ \| راقب \| تصفح \| |     |       |      |      |
| - الإفراج عن ضباط اعتقلوا بتهمة تسهيل نشاطات إرهابية في العراق وإسقاط كل التهم الموجه إليهم (العربية) - الأمم المتحدة تدعو لإعادة العمل بالتهدئة بين الفلسطينيين وإسرائيل (العربية) |     |       |      |      |
| 20 ديسمبر 2008 (السبت) | عدل | تاريخ | راقب | تصفح |

| 20 ديسمبر 2008 (السبت) | عدل | تاريخ | راقب | تصفح |

| \| 21 ديسمبر 2008 (الأحد) \| عدل \| تاريخ \| راقب \| تصفح \| |     |       |      |      |
| - أولمرت يحذر من التعجل في شن عملية ضد غزة بسبب إطلاق صواريخ بعد نهاية الهدنة بين إسرائيل وحماس المسيطرة على القطاع (رويترز) - المجلس العسكري الموريتاني يفرج عن الرئيس المخلوع (رويترز) |     |       |      |      |
| 21 ديسمبر 2008 (الأحد) | عدل | تاريخ | راقب | تصفح |

| 21 ديسمبر 2008 (الأحد) | عدل | تاريخ | راقب | تصفح |

| \| 22 ديسمبر 2008 (الإثنين) \| عدل \| تاريخ \| راقب \| تصفح \| |     |       |      |      |
| - إصابة أربعة فلسطينيين وتعهد إسرائيلي بإنهاء حكم حماس (الجزيرة) - العراق يعتزم طرد مجاهدي خلق من أراضيه (بي بي سي) - مقتل 7 أشخاص في غارة أمريكية على وزيرستان (بي بي سي) - البرلمان العراقي يصوت على قانون بقاء القوات الأجنبية (بي بي سي) - الأسد لا يستبعد الدخول في مفاوضات مباشرة مع إسرائيل (العربية) |     |       |      |      |
| 22 ديسمبر 2008 (الإثنين) | عدل | تاريخ | راقب | تصفح |

| 22 ديسمبر 2008 (الإثنين) | عدل | تاريخ | راقب | تصفح |

| \| 23 ديسمبر 2008 (الثلاثاء) \| عدل \| تاريخ \| راقب \| تصفح \| |     |       |      |      |
| - عباس يزور القاهرة لبحث الأوضاع في غزة وحماس تعلن هدنة 24 ساعة بعد عرض مصري لإدخال مساعدات طبية وغذائية عاجلة من مصر إلى القطاع (بي بي سي) - الجيش الغيني يعلن حل الحكومة ووقف العمل بالدستور بعد وفاة الرئيس لإنسانا كونتي (بي بي سي) - رئيس البرلمان العراقي محمود المشهداني يستقيل من منصبة (بي بي سي) |     |       |      |      |
| 23 ديسمبر 2008 (الثلاثاء) | عدل | تاريخ | راقب | تصفح |

| 23 ديسمبر 2008 (الثلاثاء) | عدل | تاريخ | راقب | تصفح |

| \| 24 ديسمبر 2008 (الأربعاء) \| عدل \| تاريخ \| راقب \| تصفح \| |     |       |      |      |
| - مقتل 3 من كتائب القسام وإسرائيل تتراجع عن فتح معابر غزة (العربية) - المجلس التشريعي الفلسطيني ينفي معلومات صحفية عن تقديم حماس لقانون عقوبات إسلامية يتضمن الجلد والصلب وقطع الأيدي (العربية) - الرئيس السلفادوري أنطونيو ساكا يعلن عن سحب قوات بلاده من العراق بحلول نهاية العام وذلك بعد ساعات من إقرار البرلمان العراقي قرار يتيح بقاء القوات الأجنبية فيه بعد نهاية التفويض الدولي-(سي إن إن) - رئيس البرلمان في غينيا يدعو العالم إلى وقف الانقلاب (بي بي سي) |     |       |      |      |
| 24 ديسمبر 2008 (الأربعاء) | عدل | تاريخ | راقب | تصفح |

| 24 ديسمبر 2008 (الأربعاء) | عدل | تاريخ | راقب | تصفح |

| \| 25 ديسمبر 2008 (الخميس) \| عدل \| تاريخ \| راقب \| تصفح \| |     |       |      |      |
| - تسيبي ليفني تتعهد بإنهاء سيطرة حماس على قطاع غزة (بي بي سي) - محكمة إسرائيلية تحكم على الأمين العام للجبهة الشعبية لتحرير فلسطين أحمد سعدات بالسجن 30 عاماً بتهمة التخطيط لاغتيال وزير إسرائيلي (بي بي سي) - قائد الانقلابين في غينيا النقيب موسى داديس كامارا يعلن توليه الرئاسة ورئيس الوزراء يسلم نفسه لقادة الانقلاب (بي بي سي) - في رسالة الميلاد البابا يدعو إلى وضع حد للعنف والكراهية في الشرق الأوسط ويحذر من طغيان روح الأنانية وغياب التضامن في مواجهه الأزمة الاقتصادية (بي بي سي) |     |       |      |      |
| 25 ديسمبر 2008 (الخميس) | عدل | تاريخ | راقب | تصفح |

| 25 ديسمبر 2008 (الخميس) | عدل | تاريخ | راقب | تصفح |

| \| 27 ديسمبر 2008 (السبت) \| عدل \| تاريخ \| راقب \| تصفح \| |     |       |      |      |
| - إسرائيل ترتكب أكبر مذبحة في الأراضي الفلسطينية منذ عام 1967 ومشعل يدعو لانتفاضة ثالثة وهنية يرفض الاستسلام حتى لو أبيدت غزة (العربية) - مقتل 22 في انفجار سيارة مفخخة في بغداد (بي بي سي) - عشرات الآلاف يحيون الذكرى الأولى لاغتيال بينظير بوتو (بي بي سي) |     |       |      |      |
| 27 ديسمبر 2008 (السبت) | عدل | تاريخ | راقب | تصفح |

| 27 ديسمبر 2008 (السبت) | عدل | تاريخ | راقب | تصفح |

| \| 28 ديسمبر 2008 (الأحد) \| عدل \| تاريخ \| راقب \| تصفح \| |     |       |      |      |
| - مواجهات عند معبر رفح بعد قصف الأنفاق (بي بي سي) - عباس: حماس كان بإمكانها تجنب الهجوم الإسرائيلي (بي بي سي) - الطائرات الحربية التركية تغير على مواقع تشتبه في أنها تؤوي عناصر من حزب العمال الكردستاني في شمال العراق (بي بي سي) |     |       |      |      |
| 28 ديسمبر 2008 (الأحد) | عدل | تاريخ | راقب | تصفح |

| 28 ديسمبر 2008 (الأحد) | عدل | تاريخ | راقب | تصفح |

| \| 29 ديسمبر 2008 (الإثنين) \| عدل \| تاريخ \| راقب \| تصفح \| |     |       |      |      |
| - نصر الله يدعو الفلسطينيين لانتفاضة ثالثة وإسرائيل تواصل قصف غزة والبيت الأبيض يؤكد أن إسرائيل تدافع عن نفسها (العربية) - جرحى غزة يعبرون إلى مصر والمساعدات تبدأ بدخول القطاع وعدد قتلى الغارات يرتفع إلى 345 (العربية) - نائب إيراني يدعو بلاده لمهاجمة إسرائيل بدل الخطب والمظاهرات (العربية) - عاملون في مجال الإغاثة وأطباء يتوجهون إلى غزة عن طريق البحر من قبرص ومعهم مساعدات طبية (رويترز) - استقالة الرئيس الصومالي واشتباكات بين الجماعات الإسلامية (رويترز) |     |       |      |      |
| 29 ديسمبر 2008 (الإثنين) | عدل | تاريخ | راقب | تصفح |

| 29 ديسمبر 2008 (الإثنين) | عدل | تاريخ | راقب | تصفح |

| \| 30 ديسمبر 2008 (الثلاثاء) \| عدل \| تاريخ \| راقب \| تصفح \| |     |       |      |      |
| - الغارات على غزة تتواصل وتقارير إعلامية تقول أن إسرائيل تدرس تهدئة مؤقتة قبل اجتياح القطاع-(سي إن إن) - مبارك يأمر بفتح معبر رفح للجرحى ويحذر من مخطط إسرائيلي يهدف إلى فصل قطاع غزة عن الضفة الغربية ويقول أن مصر لن تشارك بتعميق الإنقسام بين فتح وحماس-(سي إن إن) - القمة الخليجية تدعو إلى وقف آلة القتل الإسرائيلية في غزة وتطالب إسرائيل برفع الحصار وتحث الفصائل الفلسطينية على الوحدة (العربية) |     |       |      |      |
| 30 ديسمبر 2008 (الثلاثاء) | عدل | تاريخ | راقب | تصفح |

| 30 ديسمبر 2008 (الثلاثاء) | عدل | تاريخ | راقب | تصفح |

| \| 31 ديسمبر 2008 (الأربعاء) \| عدل \| تاريخ \| راقب \| تصفح \| |     |       |      |      |
| - حماس تتعهد بالقتال للرمق الأخير ضد أي هجوم إسرائيلي على غزة وإسرائيل تؤجل بحث الهدنة وعباس يهدد بوقف المفاوضات (العربية) - اجتماع طارئ في جامعة الدول العربية لوزراء الخارجية العرب ووزير الخارجية السعودي يدعو لاجتماع مصالحة فلسطيني فوري وعمرو موسى يقول أن الانطباع بأن جيش إسرائيل لا يقهر ولى زمنه ولن يعود (العربية) - العراق يوقع اتفاقيتين تنظمان وجود القوات البريطانية والأسترالية يلزم البلدين بالانسحاب في نهاية يوليو 2009 (العربية) |     |       |      |      |
| 31 ديسمبر 2008 (الأربعاء) | عدل | تاريخ | راقب | تصفح |

| 31 ديسمبر 2008 (الأربعاء) | عدل | تاريخ | راقب | تصفح |

| 7 ديسمبر 2008 (الأحد) | عدل | تاريخ | راقب | تصفح |

| \| 9 ديسمبر 2008 (الثلاثاء) \| عدل \| تاريخ \| راقب \| تصفح \|                                                                 |     |       |      |      |
| - إسرائيل تخفف الحصار جزئياً وسفينة تضامن ترسو بغزة (الجزيرة) - بعثة أوروبية تنتشر بكوسوفو لمساعدتها في بناء مؤسساتها (الجزيرة) |     |       |      |      |
| 9 ديسمبر 2008 (الثلاثاء) | عدل | تاريخ | راقب | تصفح |

| 9 ديسمبر 2008 (الثلاثاء) | عدل | تاريخ | راقب | تصفح |

| \| 11 ديسمبر 2008 (الخميس) \| عدل \| تاريخ \| راقب \| تصفح \| |     |       |      |      |
| - الهند تعلن مراجعة أمنية شاملة (بي بي سي) - أقارب ضحايا 11 سبتمبر يدينون محاكمة جوانتانامو (بي بي سي) - جنوب أفريقيا تعلن حدودها مع زيمبابوي منطقة كوارث (بي بي سي) |     |       |      |      |
| 11 ديسمبر 2008 (الخميس) | عدل | تاريخ | راقب | تصفح |

| 11 ديسمبر 2008 (الخميس) | عدل | تاريخ | راقب | تصفح |

| \| 12 ديسمبر 2008 (الجمعة) \| عدل \| تاريخ \| راقب \| تصفح \|                                                                                   |     |       |      |      |
| - ارتفاع قتلى تفجير كركوك شمال العراق إلى 90 قتيل (الجزيرة) - احتجاجات اليونان تتصاعد وتدخل يومها السابع ورئيس الوزراء يرفض الاستقالة (الجزيرة) |     |       |      |      |
| 12 ديسمبر 2008 (الجمعة) | عدل | تاريخ | راقب | تصفح |

| 12 ديسمبر 2008 (الجمعة) | عدل | تاريخ | راقب | تصفح |

| \| 14 ديسمبر 2008 (الأحد) \| عدل \| تاريخ \| راقب \| تصفح \| |     |       |      |      |
| - صحفي عراقي يقذف بوش والمالكي بحذائه ويهتف قائلا: "كلب" (العربية) - بوش والمالكي يوقعان في بغداد الاتفاق الأمني (بي بي سي) - حماس تنذر إسرائيل بقرب انتهاء التهدئة بين غزة والأراضي الإسرائيلية وترفض تجديدها (العربية) - واشنطن تسلم مجلس الأمن مسودة قرار حول عملية السلام (بي بي سي) - تقرير أمريكي: إهدار أكثر من مائة مليار دولار في إعمار العراق (بي بي سي) - 32 قتيلاً و15 جريحاً في حادث سير جنوب القاهرة (بي بي سي) |     |       |      |      |
| 14 ديسمبر 2008 (الأحد) | عدل | تاريخ | راقب | تصفح |

| 14 ديسمبر 2008 (الأحد) | عدل | تاريخ | راقب | تصفح |

| \| 15 ديسمبر 2008 (الإثنين) \| عدل \| تاريخ \| راقب \| تصفح \| |     |       |      |      |
| - إسرائيل تطلق سراح 224 سجيناً فلسطينياً أغلبيتهم من الضفة (بي بي سي) - في زيارته الوداعية لأفغانستان بوش يتحدث عن مكاسب مأمولة فيها (بي بي سي) - انتخاب رئيس وزراء جديد في تايلاند خلفاً لرئيس الوزراء الأسبق الذي أجبر على الاستقالة بحكم من محكمة (بي بي سي) |     |       |      |      |
| 15 ديسمبر 2008 (الإثنين) | عدل | تاريخ | راقب | تصفح |

| 15 ديسمبر 2008 (الإثنين) | عدل | تاريخ | راقب | تصفح |

| \| 17 ديسمبر 2008 (الأربعاء) \| عدل \| تاريخ \| راقب \| تصفح \| |     |       |      |      |
| - غارة إسرائيلية على غزة بعد قصف لسديروت تبنته سرايا القدس أوقع جريحين (الجزيرة) - براون والمالكي يؤكدان انسحاب الجيش البريطاني بنهاية يوليو 2009 (العربية) - محمود عباس يرفض إجراء انتخابات في الضفة الغربية من دون غزة (العربية) - البرلمان الصومالي يوافق على البدء بإجراءات عزل الرئيس (بي بي سي) - قاضي التحقيق في العراق يمدد حبس منتظر الزيدي (بي بي سي) |     |       |      |      |
| 17 ديسمبر 2008 (الأربعاء) | عدل | تاريخ | راقب | تصفح |

| 17 ديسمبر 2008 (الأربعاء) | عدل | تاريخ | راقب | تصفح |

| \| 20 ديسمبر 2008 (السبت) \| عدل \| تاريخ \| راقب \| تصفح \| |     |       |      |      |
| - الإفراج عن ضباط اعتقلوا بتهمة تسهيل نشاطات إرهابية في العراق وإسقاط كل التهم الموجه إليهم (العربية) - الأمم المتحدة تدعو لإعادة العمل بالتهدئة بين الفلسطينيين وإسرائيل (العربية) |     |       |      |      |
| 20 ديسمبر 2008 (السبت) | عدل | تاريخ | راقب | تصفح |

| 20 ديسمبر 2008 (السبت) | عدل | تاريخ | راقب | تصفح |

| \| 21 ديسمبر 2008 (الأحد) \| عدل \| تاريخ \| راقب \| تصفح \| |     |       |      |      |
| - أولمرت يحذر من التعجل في شن عملية ضد غزة بسبب إطلاق صواريخ بعد نهاية الهدنة بين إسرائيل وحماس المسيطرة على القطاع (رويترز) - المجلس العسكري الموريتاني يفرج عن الرئيس المخلوع (رويترز) |     |       |      |      |
| 21 ديسمبر 2008 (الأحد) | عدل | تاريخ | راقب | تصفح |

| 21 ديسمبر 2008 (الأحد) | عدل | تاريخ | راقب | تصفح |

| \| 22 ديسمبر 2008 (الإثنين) \| عدل \| تاريخ \| راقب \| تصفح \| |     |       |      |      |
| - إصابة أربعة فلسطينيين وتعهد إسرائيلي بإنهاء حكم حماس (الجزيرة) - العراق يعتزم طرد مجاهدي خلق من أراضيه (بي بي سي) - مقتل 7 أشخاص في غارة أمريكية على وزيرستان (بي بي سي) - البرلمان العراقي يصوت على قانون بقاء القوات الأجنبية (بي بي سي) - الأسد لا يستبعد الدخول في مفاوضات مباشرة مع إسرائيل (العربية) |     |       |      |      |
| 22 ديسمبر 2008 (الإثنين) | عدل | تاريخ | راقب | تصفح |

| 22 ديسمبر 2008 (الإثنين) | عدل | تاريخ | راقب | تصفح |

| \| 23 ديسمبر 2008 (الثلاثاء) \| عدل \| تاريخ \| راقب \| تصفح \| |     |       |      |      |
| - عباس يزور القاهرة لبحث الأوضاع في غزة وحماس تعلن هدنة 24 ساعة بعد عرض مصري لإدخال مساعدات طبية وغذائية عاجلة من مصر إلى القطاع (بي بي سي) - الجيش الغيني يعلن حل الحكومة ووقف العمل بالدستور بعد وفاة الرئيس لإنسانا كونتي (بي بي سي) - رئيس البرلمان العراقي محمود المشهداني يستقيل من منصبة (بي بي سي) |     |       |      |      |
| 23 ديسمبر 2008 (الثلاثاء) | عدل | تاريخ | راقب | تصفح |

| 23 ديسمبر 2008 (الثلاثاء) | عدل | تاريخ | راقب | تصفح |

| \| 24 ديسمبر 2008 (الأربعاء) \| عدل \| تاريخ \| راقب \| تصفح \| |     |       |      |      |
| - مقتل 3 من كتائب القسام وإسرائيل تتراجع عن فتح معابر غزة (العربية) - المجلس التشريعي الفلسطيني ينفي معلومات صحفية عن تقديم حماس لقانون عقوبات إسلامية يتضمن الجلد والصلب وقطع الأيدي (العربية) - الرئيس السلفادوري أنطونيو ساكا يعلن عن سحب قوات بلاده من العراق بحلول نهاية العام وذلك بعد ساعات من إقرار البرلمان العراقي قرار يتيح بقاء القوات الأجنبية فيه بعد نهاية التفويض الدولي-(سي إن إن) - رئيس البرلمان في غينيا يدعو العالم إلى وقف الانقلاب (بي بي سي) |     |       |      |      |
| 24 ديسمبر 2008 (الأربعاء) | عدل | تاريخ | راقب | تصفح |

| 24 ديسمبر 2008 (الأربعاء) | عدل | تاريخ | راقب | تصفح |

| \| 25 ديسمبر 2008 (الخميس) \| عدل \| تاريخ \| راقب \| تصفح \| |     |       |      |      |
| - تسيبي ليفني تتعهد بإنهاء سيطرة حماس على قطاع غزة (بي بي سي) - محكمة إسرائيلية تحكم على الأمين العام للجبهة الشعبية لتحرير فلسطين أحمد سعدات بالسجن 30 عاماً بتهمة التخطيط لاغتيال وزير إسرائيلي (بي بي سي) - قائد الانقلابين في غينيا النقيب موسى داديس كامارا يعلن توليه الرئاسة ورئيس الوزراء يسلم نفسه لقادة الانقلاب (بي بي سي) - في رسالة الميلاد البابا يدعو إلى وضع حد للعنف والكراهية في الشرق الأوسط ويحذر من طغيان روح الأنانية وغياب التضامن في مواجهه الأزمة الاقتصادية (بي بي سي) |     |       |      |      |
| 25 ديسمبر 2008 (الخميس) | عدل | تاريخ | راقب | تصفح |

| 25 ديسمبر 2008 (الخميس) | عدل | تاريخ | راقب | تصفح |

| \| 27 ديسمبر 2008 (السبت) \| عدل \| تاريخ \| راقب \| تصفح \| |     |       |      |      |
| - إسرائيل ترتكب أكبر مذبحة في الأراضي الفلسطينية منذ عام 1967 ومشعل يدعو لانتفاضة ثالثة وهنية يرفض الاستسلام حتى لو أبيدت غزة (العربية) - مقتل 22 في انفجار سيارة مفخخة في بغداد (بي بي سي) - عشرات الآلاف يحيون الذكرى الأولى لاغتيال بينظير بوتو (بي بي سي) |     |       |      |      |
| 27 ديسمبر 2008 (السبت) | عدل | تاريخ | راقب | تصفح |

| 27 ديسمبر 2008 (السبت) | عدل | تاريخ | راقب | تصفح |

| \| 28 ديسمبر 2008 (الأحد) \| عدل \| تاريخ \| راقب \| تصفح \| |     |       |      |      |
| - مواجهات عند معبر رفح بعد قصف الأنفاق (بي بي سي) - عباس: حماس كان بإمكانها تجنب الهجوم الإسرائيلي (بي بي سي) - الطائرات الحربية التركية تغير على مواقع تشتبه في أنها تؤوي عناصر من حزب العمال الكردستاني في شمال العراق (بي بي سي) |     |       |      |      |
| 28 ديسمبر 2008 (الأحد) | عدل | تاريخ | راقب | تصفح |

| 28 ديسمبر 2008 (الأحد) | عدل | تاريخ | راقب | تصفح |

| \| 29 ديسمبر 2008 (الإثنين) \| عدل \| تاريخ \| راقب \| تصفح \| |     |       |      |      |
| - نصر الله يدعو الفلسطينيين لانتفاضة ثالثة وإسرائيل تواصل قصف غزة والبيت الأبيض يؤكد أن إسرائيل تدافع عن نفسها (العربية) - جرحى غزة يعبرون إلى مصر والمساعدات تبدأ بدخول القطاع وعدد قتلى الغارات يرتفع إلى 345 (العربية) - نائب إيراني يدعو بلاده لمهاجمة إسرائيل بدل الخطب والمظاهرات (العربية) - عاملون في مجال الإغاثة وأطباء يتوجهون إلى غزة عن طريق البحر من قبرص ومعهم مساعدات طبية (رويترز) - استقالة الرئيس الصومالي واشتباكات بين الجماعات الإسلامية (رويترز) |     |       |      |      |
| 29 ديسمبر 2008 (الإثنين) | عدل | تاريخ | راقب | تصفح |

| 29 ديسمبر 2008 (الإثنين) | عدل | تاريخ | راقب | تصفح |

| \| 30 ديسمبر 2008 (الثلاثاء) \| عدل \| تاريخ \| راقب \| تصفح \| |     |       |      |      |
| - الغارات على غزة تتواصل وتقارير إعلامية تقول أن إسرائيل تدرس تهدئة مؤقتة قبل اجتياح القطاع-(سي إن إن) - مبارك يأمر بفتح معبر رفح للجرحى ويحذر من مخطط إسرائيلي يهدف إلى فصل قطاع غزة عن الضفة الغربية ويقول أن مصر لن تشارك بتعميق الإنقسام بين فتح وحماس-(سي إن إن) - القمة الخليجية تدعو إلى وقف آلة القتل الإسرائيلية في غزة وتطالب إسرائيل برفع الحصار وتحث الفصائل الفلسطينية على الوحدة (العربية) |     |       |      |      |
| 30 ديسمبر 2008 (الثلاثاء) | عدل | تاريخ | راقب | تصفح |

| 30 ديسمبر 2008 (الثلاثاء) | عدل | تاريخ | راقب | تصفح |

| \| 31 ديسمبر 2008 (الأربعاء) \| عدل \| تاريخ \| راقب \| تصفح \| |     |       |      |      |
| - حماس تتعهد بالقتال للرمق الأخير ضد أي هجوم إسرائيلي على غزة وإسرائيل تؤجل بحث الهدنة وعباس يهدد بوقف المفاوضات (العربية) - اجتماع طارئ في جامعة الدول العربية لوزراء الخارجية العرب ووزير الخارجية السعودي يدعو لاجتماع مصالحة فلسطيني فوري وعمرو موسى يقول أن الانطباع بأن جيش إسرائيل لا يقهر ولى زمنه ولن يعود (العربية) - العراق يوقع اتفاقيتين تنظمان وجود القوات البريطانية والأسترالية يلزم البلدين بالانسحاب في نهاية يوليو 2009 (العربية) |     |       |      |      |
| 31 ديسمبر 2008 (الأربعاء) | عدل | تاريخ | راقب | تصفح |

| 31 ديسمبر 2008 (الأربعاء) | عدل | تاريخ | راقب | تصفح |

| أيقونة بذرة | هذه بذرة مقالة عن تقويم بحاجة للتوسيع. فضلًا شارك في تحريرها. |

| 4 ديسمبر 2008 (الخميس) | عدل | تاريخ | راقب | تصفح |

| 5 ديسمبر 2008 (الجمعة) | عدل | تاريخ | راقب | تصفح |

| 7 ديسمبر 2008 (الأحد) | عدل | تاريخ | راقب | تصفح |

| \| 9 ديسمبر 2008 (الثلاثاء) \| عدل \| تاريخ \| راقب \| تصفح \|                                                                 |     |       |      |      |
| - إسرائيل تخفف الحصار جزئياً وسفينة تضامن ترسو بغزة (الجزيرة) - بعثة أوروبية تنتشر بكوسوفو لمساعدتها في بناء مؤسساتها (الجزيرة) |     |       |      |      |
| 9 ديسمبر 2008 (الثلاثاء) | عدل | تاريخ | راقب | تصفح |

| 9 ديسمبر 2008 (الثلاثاء) | عدل | تاريخ | راقب | تصفح |

| \| 11 ديسمبر 2008 (الخميس) \| عدل \| تاريخ \| راقب \| تصفح \| |     |       |      |      |
| - الهند تعلن مراجعة أمنية شاملة (بي بي سي) - أقارب ضحايا 11 سبتمبر يدينون محاكمة جوانتانامو (بي بي سي) - جنوب أفريقيا تعلن حدودها مع زيمبابوي منطقة كوارث (بي بي سي) |     |       |      |      |
| 11 ديسمبر 2008 (الخميس) | عدل | تاريخ | راقب | تصفح |

| 11 ديسمبر 2008 (الخميس) | عدل | تاريخ | راقب | تصفح |

| \| 12 ديسمبر 2008 (الجمعة) \| عدل \| تاريخ \| راقب \| تصفح \|                                                                                   |     |       |      |      |
| - ارتفاع قتلى تفجير كركوك شمال العراق إلى 90 قتيل (الجزيرة) - احتجاجات اليونان تتصاعد وتدخل يومها السابع ورئيس الوزراء يرفض الاستقالة (الجزيرة) |     |       |      |      |
| 12 ديسمبر 2008 (الجمعة) | عدل | تاريخ | راقب | تصفح |

| 12 ديسمبر 2008 (الجمعة) | عدل | تاريخ | راقب | تصفح |

| \| 14 ديسمبر 2008 (الأحد) \| عدل \| تاريخ \| راقب \| تصفح \| |     |       |      |      |
| - صحفي عراقي يقذف بوش والمالكي بحذائه ويهتف قائلا: "كلب" (العربية) - بوش والمالكي يوقعان في بغداد الاتفاق الأمني (بي بي سي) - حماس تنذر إسرائيل بقرب انتهاء التهدئة بين غزة والأراضي الإسرائيلية وترفض تجديدها (العربية) - واشنطن تسلم مجلس الأمن مسودة قرار حول عملية السلام (بي بي سي) - تقرير أمريكي: إهدار أكثر من مائة مليار دولار في إعمار العراق (بي بي سي) - 32 قتيلاً و15 جريحاً في حادث سير جنوب القاهرة (بي بي سي) |     |       |      |      |
| 14 ديسمبر 2008 (الأحد) | عدل | تاريخ | راقب | تصفح |

| 14 ديسمبر 2008 (الأحد) | عدل | تاريخ | راقب | تصفح |

| \| 15 ديسمبر 2008 (الإثنين) \| عدل \| تاريخ \| راقب \| تصفح \| |     |       |      |      |
| - إسرائيل تطلق سراح 224 سجيناً فلسطينياً أغلبيتهم من الضفة (بي بي سي) - في زيارته الوداعية لأفغانستان بوش يتحدث عن مكاسب مأمولة فيها (بي بي سي) - انتخاب رئيس وزراء جديد في تايلاند خلفاً لرئيس الوزراء الأسبق الذي أجبر على الاستقالة بحكم من محكمة (بي بي سي) |     |       |      |      |
| 15 ديسمبر 2008 (الإثنين) | عدل | تاريخ | راقب | تصفح |

| 15 ديسمبر 2008 (الإثنين) | عدل | تاريخ | راقب | تصفح |

| \| 17 ديسمبر 2008 (الأربعاء) \| عدل \| تاريخ \| راقب \| تصفح \| |     |       |      |      |
| - غارة إسرائيلية على غزة بعد قصف لسديروت تبنته سرايا القدس أوقع جريحين (الجزيرة) - براون والمالكي يؤكدان انسحاب الجيش البريطاني بنهاية يوليو 2009 (العربية) - محمود عباس يرفض إجراء انتخابات في الضفة الغربية من دون غزة (العربية) - البرلمان الصومالي يوافق على البدء بإجراءات عزل الرئيس (بي بي سي) - قاضي التحقيق في العراق يمدد حبس منتظر الزيدي (بي بي سي) |     |       |      |      |
| 17 ديسمبر 2008 (الأربعاء) | عدل | تاريخ | راقب | تصفح |

| 17 ديسمبر 2008 (الأربعاء) | عدل | تاريخ | راقب | تصفح |

| \| 20 ديسمبر 2008 (السبت) \| عدل \| تاريخ \| راقب \| تصفح \| |     |       |      |      |
| - الإفراج عن ضباط اعتقلوا بتهمة تسهيل نشاطات إرهابية في العراق وإسقاط كل التهم الموجه إليهم (العربية) - الأمم المتحدة تدعو لإعادة العمل بالتهدئة بين الفلسطينيين وإسرائيل (العربية) |     |       |      |      |
| 20 ديسمبر 2008 (السبت) | عدل | تاريخ | راقب | تصفح |

| 20 ديسمبر 2008 (السبت) | عدل | تاريخ | راقب | تصفح |

| \| 21 ديسمبر 2008 (الأحد) \| عدل \| تاريخ \| راقب \| تصفح \| |     |       |      |      |
| - أولمرت يحذر من التعجل في شن عملية ضد غزة بسبب إطلاق صواريخ بعد نهاية الهدنة بين إسرائيل وحماس المسيطرة على القطاع (رويترز) - المجلس العسكري الموريتاني يفرج عن الرئيس المخلوع (رويترز) |     |       |      |      |
| 21 ديسمبر 2008 (الأحد) | عدل | تاريخ | راقب | تصفح |

| 21 ديسمبر 2008 (الأحد) | عدل | تاريخ | راقب | تصفح |

| \| 22 ديسمبر 2008 (الإثنين) \| عدل \| تاريخ \| راقب \| تصفح \| |     |       |      |      |
| - إصابة أربعة فلسطينيين وتعهد إسرائيلي بإنهاء حكم حماس (الجزيرة) - العراق يعتزم طرد مجاهدي خلق من أراضيه (بي بي سي) - مقتل 7 أشخاص في غارة أمريكية على وزيرستان (بي بي سي) - البرلمان العراقي يصوت على قانون بقاء القوات الأجنبية (بي بي سي) - الأسد لا يستبعد الدخول في مفاوضات مباشرة مع إسرائيل (العربية) |     |       |      |      |
| 22 ديسمبر 2008 (الإثنين) | عدل | تاريخ | راقب | تصفح |

| 22 ديسمبر 2008 (الإثنين) | عدل | تاريخ | راقب | تصفح |

| \| 23 ديسمبر 2008 (الثلاثاء) \| عدل \| تاريخ \| راقب \| تصفح \| |     |       |      |      |
| - عباس يزور القاهرة لبحث الأوضاع في غزة وحماس تعلن هدنة 24 ساعة بعد عرض مصري لإدخال مساعدات طبية وغذائية عاجلة من مصر إلى القطاع (بي بي سي) - الجيش الغيني يعلن حل الحكومة ووقف العمل بالدستور بعد وفاة الرئيس لإنسانا كونتي (بي بي سي) - رئيس البرلمان العراقي محمود المشهداني يستقيل من منصبة (بي بي سي) |     |       |      |      |
| 23 ديسمبر 2008 (الثلاثاء) | عدل | تاريخ | راقب | تصفح |

| 23 ديسمبر 2008 (الثلاثاء) | عدل | تاريخ | راقب | تصفح |

| \| 24 ديسمبر 2008 (الأربعاء) \| عدل \| تاريخ \| راقب \| تصفح \| |     |       |      |      |
| - مقتل 3 من كتائب القسام وإسرائيل تتراجع عن فتح معابر غزة (العربية) - المجلس التشريعي الفلسطيني ينفي معلومات صحفية عن تقديم حماس لقانون عقوبات إسلامية يتضمن الجلد والصلب وقطع الأيدي (العربية) - الرئيس السلفادوري أنطونيو ساكا يعلن عن سحب قوات بلاده من العراق بحلول نهاية العام وذلك بعد ساعات من إقرار البرلمان العراقي قرار يتيح بقاء القوات الأجنبية فيه بعد نهاية التفويض الدولي-(سي إن إن) - رئيس البرلمان في غينيا يدعو العالم إلى وقف الانقلاب (بي بي سي) |     |       |      |      |
| 24 ديسمبر 2008 (الأربعاء) | عدل | تاريخ | راقب | تصفح |

| 24 ديسمبر 2008 (الأربعاء) | عدل | تاريخ | راقب | تصفح |

| \| 25 ديسمبر 2008 (الخميس) \| عدل \| تاريخ \| راقب \| تصفح \| |     |       |      |      |
| - تسيبي ليفني تتعهد بإنهاء سيطرة حماس على قطاع غزة (بي بي سي) - محكمة إسرائيلية تحكم على الأمين العام للجبهة الشعبية لتحرير فلسطين أحمد سعدات بالسجن 30 عاماً بتهمة التخطيط لاغتيال وزير إسرائيلي (بي بي سي) - قائد الانقلابين في غينيا النقيب موسى داديس كامارا يعلن توليه الرئاسة ورئيس الوزراء يسلم نفسه لقادة الانقلاب (بي بي سي) - في رسالة الميلاد البابا يدعو إلى وضع حد للعنف والكراهية في الشرق الأوسط ويحذر من طغيان روح الأنانية وغياب التضامن في مواجهه الأزمة الاقتصادية (بي بي سي) |     |       |      |      |
| 25 ديسمبر 2008 (الخميس) | عدل | تاريخ | راقب | تصفح |

| 25 ديسمبر 2008 (الخميس) | عدل | تاريخ | راقب | تصفح |

| \| 27 ديسمبر 2008 (السبت) \| عدل \| تاريخ \| راقب \| تصفح \| |     |       |      |      |
| - إسرائيل ترتكب أكبر مذبحة في الأراضي الفلسطينية منذ عام 1967 ومشعل يدعو لانتفاضة ثالثة وهنية يرفض الاستسلام حتى لو أبيدت غزة (العربية) - مقتل 22 في انفجار سيارة مفخخة في بغداد (بي بي سي) - عشرات الآلاف يحيون الذكرى الأولى لاغتيال بينظير بوتو (بي بي سي) |     |       |      |      |
| 27 ديسمبر 2008 (السبت) | عدل | تاريخ | راقب | تصفح |

| 27 ديسمبر 2008 (السبت) | عدل | تاريخ | راقب | تصفح |

| \| 28 ديسمبر 2008 (الأحد) \| عدل \| تاريخ \| راقب \| تصفح \| |     |       |      |      |
| - مواجهات عند معبر رفح بعد قصف الأنفاق (بي بي سي) - عباس: حماس كان بإمكانها تجنب الهجوم الإسرائيلي (بي بي سي) - الطائرات الحربية التركية تغير على مواقع تشتبه في أنها تؤوي عناصر من حزب العمال الكردستاني في شمال العراق (بي بي سي) |     |       |      |      |
| 28 ديسمبر 2008 (الأحد) | عدل | تاريخ | راقب | تصفح |

| 28 ديسمبر 2008 (الأحد) | عدل | تاريخ | راقب | تصفح |

| \| 29 ديسمبر 2008 (الإثنين) \| عدل \| تاريخ \| راقب \| تصفح \| |     |       |      |      |
| - نصر الله يدعو الفلسطينيين لانتفاضة ثالثة وإسرائيل تواصل قصف غزة والبيت الأبيض يؤكد أن إسرائيل تدافع عن نفسها (العربية) - جرحى غزة يعبرون إلى مصر والمساعدات تبدأ بدخول القطاع وعدد قتلى الغارات يرتفع إلى 345 (العربية) - نائب إيراني يدعو بلاده لمهاجمة إسرائيل بدل الخطب والمظاهرات (العربية) - عاملون في مجال الإغاثة وأطباء يتوجهون إلى غزة عن طريق البحر من قبرص ومعهم مساعدات طبية (رويترز) - استقالة الرئيس الصومالي واشتباكات بين الجماعات الإسلامية (رويترز) |     |       |      |      |
| 29 ديسمبر 2008 (الإثنين) | عدل | تاريخ | راقب | تصفح |

| 29 ديسمبر 2008 (الإثنين) | عدل | تاريخ | راقب | تصفح |

| \| 30 ديسمبر 2008 (الثلاثاء) \| عدل \| تاريخ \| راقب \| تصفح \| |     |       |      |      |
| - الغارات على غزة تتواصل وتقارير إعلامية تقول أن إسرائيل تدرس تهدئة مؤقتة قبل اجتياح القطاع-(سي إن إن) - مبارك يأمر بفتح معبر رفح للجرحى ويحذر من مخطط إسرائيلي يهدف إلى فصل قطاع غزة عن الضفة الغربية ويقول أن مصر لن تشارك بتعميق الإنقسام بين فتح وحماس-(سي إن إن) - القمة الخليجية تدعو إلى وقف آلة القتل الإسرائيلية في غزة وتطالب إسرائيل برفع الحصار وتحث الفصائل الفلسطينية على الوحدة (العربية) |     |       |      |      |
| 30 ديسمبر 2008 (الثلاثاء) | عدل | تاريخ | راقب | تصفح |

| 30 ديسمبر 2008 (الثلاثاء) | عدل | تاريخ | راقب | تصفح |

| \| 31 ديسمبر 2008 (الأربعاء) \| عدل \| تاريخ \| راقب \| تصفح \| |     |       |      |      |
| - حماس تتعهد بالقتال للرمق الأخير ضد أي هجوم إسرائيلي على غزة وإسرائيل تؤجل بحث الهدنة وعباس يهدد بوقف المفاوضات (العربية) - اجتماع طارئ في جامعة الدول العربية لوزراء الخارجية العرب ووزير الخارجية السعودي يدعو لاجتماع مصالحة فلسطيني فوري وعمرو موسى يقول أن الانطباع بأن جيش إسرائيل لا يقهر ولى زمنه ولن يعود (العربية) - العراق يوقع اتفاقيتين تنظمان وجود القوات البريطانية والأسترالية يلزم البلدين بالانسحاب في نهاية يوليو 2009 (العربية) |     |       |      |      |
| 31 ديسمبر 2008 (الأربعاء) | عدل | تاريخ | راقب | تصفح |

| 31 ديسمبر 2008 (الأربعاء) | عدل | تاريخ | راقب | تصفح |

| 7 ديسمبر 2008 (الأحد) | عدل | تاريخ | راقب | تصفح |

| \| 9 ديسمبر 2008 (الثلاثاء) \| عدل \| تاريخ \| راقب \| تصفح \|                                                                 |     |       |      |      |
| - إسرائيل تخفف الحصار جزئياً وسفينة تضامن ترسو بغزة (الجزيرة) - بعثة أوروبية تنتشر بكوسوفو لمساعدتها في بناء مؤسساتها (الجزيرة) |     |       |      |      |
| 9 ديسمبر 2008 (الثلاثاء) | عدل | تاريخ | راقب | تصفح |

| 9 ديسمبر 2008 (الثلاثاء) | عدل | تاريخ | راقب | تصفح |

| \| 11 ديسمبر 2008 (الخميس) \| عدل \| تاريخ \| راقب \| تصفح \| |     |       |      |      |
| - الهند تعلن مراجعة أمنية شاملة (بي بي سي) - أقارب ضحايا 11 سبتمبر يدينون محاكمة جوانتانامو (بي بي سي) - جنوب أفريقيا تعلن حدودها مع زيمبابوي منطقة كوارث (بي بي سي) |     |       |      |      |
| 11 ديسمبر 2008 (الخميس) | عدل | تاريخ | راقب | تصفح |

| 11 ديسمبر 2008 (الخميس) | عدل | تاريخ | راقب | تصفح |

| \| 12 ديسمبر 2008 (الجمعة) \| عدل \| تاريخ \| راقب \| تصفح \|                                                                                   |     |       |      |      |
| - ارتفاع قتلى تفجير كركوك شمال العراق إلى 90 قتيل (الجزيرة) - احتجاجات اليونان تتصاعد وتدخل يومها السابع ورئيس الوزراء يرفض الاستقالة (الجزيرة) |     |       |      |      |
| 12 ديسمبر 2008 (الجمعة) | عدل | تاريخ | راقب | تصفح |

| 12 ديسمبر 2008 (الجمعة) | عدل | تاريخ | راقب | تصفح |

| \| 14 ديسمبر 2008 (الأحد) \| عدل \| تاريخ \| راقب \| تصفح \| |     |       |      |      |
| - صحفي عراقي يقذف بوش والمالكي بحذائه ويهتف قائلا: "كلب" (العربية) - بوش والمالكي يوقعان في بغداد الاتفاق الأمني (بي بي سي) - حماس تنذر إسرائيل بقرب انتهاء التهدئة بين غزة والأراضي الإسرائيلية وترفض تجديدها (العربية) - واشنطن تسلم مجلس الأمن مسودة قرار حول عملية السلام (بي بي سي) - تقرير أمريكي: إهدار أكثر من مائة مليار دولار في إعمار العراق (بي بي سي) - 32 قتيلاً و15 جريحاً في حادث سير جنوب القاهرة (بي بي سي) |     |       |      |      |
| 14 ديسمبر 2008 (الأحد) | عدل | تاريخ | راقب | تصفح |

| 14 ديسمبر 2008 (الأحد) | عدل | تاريخ | راقب | تصفح |

| \| 15 ديسمبر 2008 (الإثنين) \| عدل \| تاريخ \| راقب \| تصفح \| |     |       |      |      |
| - إسرائيل تطلق سراح 224 سجيناً فلسطينياً أغلبيتهم من الضفة (بي بي سي) - في زيارته الوداعية لأفغانستان بوش يتحدث عن مكاسب مأمولة فيها (بي بي سي) - انتخاب رئيس وزراء جديد في تايلاند خلفاً لرئيس الوزراء الأسبق الذي أجبر على الاستقالة بحكم من محكمة (بي بي سي) |     |       |      |      |
| 15 ديسمبر 2008 (الإثنين) | عدل | تاريخ | راقب | تصفح |

| 15 ديسمبر 2008 (الإثنين) | عدل | تاريخ | راقب | تصفح |

| \| 17 ديسمبر 2008 (الأربعاء) \| عدل \| تاريخ \| راقب \| تصفح \| |     |       |      |      |
| - غارة إسرائيلية على غزة بعد قصف لسديروت تبنته سرايا القدس أوقع جريحين (الجزيرة) - براون والمالكي يؤكدان انسحاب الجيش البريطاني بنهاية يوليو 2009 (العربية) - محمود عباس يرفض إجراء انتخابات في الضفة الغربية من دون غزة (العربية) - البرلمان الصومالي يوافق على البدء بإجراءات عزل الرئيس (بي بي سي) - قاضي التحقيق في العراق يمدد حبس منتظر الزيدي (بي بي سي) |     |       |      |      |
| 17 ديسمبر 2008 (الأربعاء) | عدل | تاريخ | راقب | تصفح |

| 17 ديسمبر 2008 (الأربعاء) | عدل | تاريخ | راقب | تصفح |

| \| 20 ديسمبر 2008 (السبت) \| عدل \| تاريخ \| راقب \| تصفح \| |     |       |      |      |
| - الإفراج عن ضباط اعتقلوا بتهمة تسهيل نشاطات إرهابية في العراق وإسقاط كل التهم الموجه إليهم (العربية) - الأمم المتحدة تدعو لإعادة العمل بالتهدئة بين الفلسطينيين وإسرائيل (العربية) |     |       |      |      |
| 20 ديسمبر 2008 (السبت) | عدل | تاريخ | راقب | تصفح |

| 20 ديسمبر 2008 (السبت) | عدل | تاريخ | راقب | تصفح |

| \| 21 ديسمبر 2008 (الأحد) \| عدل \| تاريخ \| راقب \| تصفح \| |     |       |      |      |
| - أولمرت يحذر من التعجل في شن عملية ضد غزة بسبب إطلاق صواريخ بعد نهاية الهدنة بين إسرائيل وحماس المسيطرة على القطاع (رويترز) - المجلس العسكري الموريتاني يفرج عن الرئيس المخلوع (رويترز) |     |       |      |      |
| 21 ديسمبر 2008 (الأحد) | عدل | تاريخ | راقب | تصفح |

| 21 ديسمبر 2008 (الأحد) | عدل | تاريخ | راقب | تصفح |

| \| 22 ديسمبر 2008 (الإثنين) \| عدل \| تاريخ \| راقب \| تصفح \| |     |       |      |      |
| - إصابة أربعة فلسطينيين وتعهد إسرائيلي بإنهاء حكم حماس (الجزيرة) - العراق يعتزم طرد مجاهدي خلق من أراضيه (بي بي سي) - مقتل 7 أشخاص في غارة أمريكية على وزيرستان (بي بي سي) - البرلمان العراقي يصوت على قانون بقاء القوات الأجنبية (بي بي سي) - الأسد لا يستبعد الدخول في مفاوضات مباشرة مع إسرائيل (العربية) |     |       |      |      |
| 22 ديسمبر 2008 (الإثنين) | عدل | تاريخ | راقب | تصفح |

| 22 ديسمبر 2008 (الإثنين) | عدل | تاريخ | راقب | تصفح |

| \| 23 ديسمبر 2008 (الثلاثاء) \| عدل \| تاريخ \| راقب \| تصفح \| |     |       |      |      |
| - عباس يزور القاهرة لبحث الأوضاع في غزة وحماس تعلن هدنة 24 ساعة بعد عرض مصري لإدخال مساعدات طبية وغذائية عاجلة من مصر إلى القطاع (بي بي سي) - الجيش الغيني يعلن حل الحكومة ووقف العمل بالدستور بعد وفاة الرئيس لإنسانا كونتي (بي بي سي) - رئيس البرلمان العراقي محمود المشهداني يستقيل من منصبة (بي بي سي) |     |       |      |      |
| 23 ديسمبر 2008 (الثلاثاء) | عدل | تاريخ | راقب | تصفح |

| 23 ديسمبر 2008 (الثلاثاء) | عدل | تاريخ | راقب | تصفح |

| \| 24 ديسمبر 2008 (الأربعاء) \| عدل \| تاريخ \| راقب \| تصفح \| |     |       |      |      |
| - مقتل 3 من كتائب القسام وإسرائيل تتراجع عن فتح معابر غزة (العربية) - المجلس التشريعي الفلسطيني ينفي معلومات صحفية عن تقديم حماس لقانون عقوبات إسلامية يتضمن الجلد والصلب وقطع الأيدي (العربية) - الرئيس السلفادوري أنطونيو ساكا يعلن عن سحب قوات بلاده من العراق بحلول نهاية العام وذلك بعد ساعات من إقرار البرلمان العراقي قرار يتيح بقاء القوات الأجنبية فيه بعد نهاية التفويض الدولي-(سي إن إن) - رئيس البرلمان في غينيا يدعو العالم إلى وقف الانقلاب (بي بي سي) |     |       |      |      |
| 24 ديسمبر 2008 (الأربعاء) | عدل | تاريخ | راقب | تصفح |

| 24 ديسمبر 2008 (الأربعاء) | عدل | تاريخ | راقب | تصفح |

| \| 25 ديسمبر 2008 (الخميس) \| عدل \| تاريخ \| راقب \| تصفح \| |     |       |      |      |
| - تسيبي ليفني تتعهد بإنهاء سيطرة حماس على قطاع غزة (بي بي سي) - محكمة إسرائيلية تحكم على الأمين العام للجبهة الشعبية لتحرير فلسطين أحمد سعدات بالسجن 30 عاماً بتهمة التخطيط لاغتيال وزير إسرائيلي (بي بي سي) - قائد الانقلابين في غينيا النقيب موسى داديس كامارا يعلن توليه الرئاسة ورئيس الوزراء يسلم نفسه لقادة الانقلاب (بي بي سي) - في رسالة الميلاد البابا يدعو إلى وضع حد للعنف والكراهية في الشرق الأوسط ويحذر من طغيان روح الأنانية وغياب التضامن في مواجهه الأزمة الاقتصادية (بي بي سي) |     |       |      |      |
| 25 ديسمبر 2008 (الخميس) | عدل | تاريخ | راقب | تصفح |

| 25 ديسمبر 2008 (الخميس) | عدل | تاريخ | راقب | تصفح |

| \| 27 ديسمبر 2008 (السبت) \| عدل \| تاريخ \| راقب \| تصفح \| |     |       |      |      |
| - إسرائيل ترتكب أكبر مذبحة في الأراضي الفلسطينية منذ عام 1967 ومشعل يدعو لانتفاضة ثالثة وهنية يرفض الاستسلام حتى لو أبيدت غزة (العربية) - مقتل 22 في انفجار سيارة مفخخة في بغداد (بي بي سي) - عشرات الآلاف يحيون الذكرى الأولى لاغتيال بينظير بوتو (بي بي سي) |     |       |      |      |
| 27 ديسمبر 2008 (السبت) | عدل | تاريخ | راقب | تصفح |

| 27 ديسمبر 2008 (السبت) | عدل | تاريخ | راقب | تصفح |

| \| 28 ديسمبر 2008 (الأحد) \| عدل \| تاريخ \| راقب \| تصفح \| |     |       |      |      |
| - مواجهات عند معبر رفح بعد قصف الأنفاق (بي بي سي) - عباس: حماس كان بإمكانها تجنب الهجوم الإسرائيلي (بي بي سي) - الطائرات الحربية التركية تغير على مواقع تشتبه في أنها تؤوي عناصر من حزب العمال الكردستاني في شمال العراق (بي بي سي) |     |       |      |      |
| 28 ديسمبر 2008 (الأحد) | عدل | تاريخ | راقب | تصفح |

| 28 ديسمبر 2008 (الأحد) | عدل | تاريخ | راقب | تصفح |

| \| 29 ديسمبر 2008 (الإثنين) \| عدل \| تاريخ \| راقب \| تصفح \| |     |       |      |      |
| - نصر الله يدعو الفلسطينيين لانتفاضة ثالثة وإسرائيل تواصل قصف غزة والبيت الأبيض يؤكد أن إسرائيل تدافع عن نفسها (العربية) - جرحى غزة يعبرون إلى مصر والمساعدات تبدأ بدخول القطاع وعدد قتلى الغارات يرتفع إلى 345 (العربية) - نائب إيراني يدعو بلاده لمهاجمة إسرائيل بدل الخطب والمظاهرات (العربية) - عاملون في مجال الإغاثة وأطباء يتوجهون إلى غزة عن طريق البحر من قبرص ومعهم مساعدات طبية (رويترز) - استقالة الرئيس الصومالي واشتباكات بين الجماعات الإسلامية (رويترز) |     |       |      |      |
| 29 ديسمبر 2008 (الإثنين) | عدل | تاريخ | راقب | تصفح |

| 29 ديسمبر 2008 (الإثنين) | عدل | تاريخ | راقب | تصفح |

| \| 30 ديسمبر 2008 (الثلاثاء) \| عدل \| تاريخ \| راقب \| تصفح \| |     |       |      |      |
| - الغارات على غزة تتواصل وتقارير إعلامية تقول أن إسرائيل تدرس تهدئة مؤقتة قبل اجتياح القطاع-(سي إن إن) - مبارك يأمر بفتح معبر رفح للجرحى ويحذر من مخطط إسرائيلي يهدف إلى فصل قطاع غزة عن الضفة الغربية ويقول أن مصر لن تشارك بتعميق الإنقسام بين فتح وحماس-(سي إن إن) - القمة الخليجية تدعو إلى وقف آلة القتل الإسرائيلية في غزة وتطالب إسرائيل برفع الحصار وتحث الفصائل الفلسطينية على الوحدة (العربية) |     |       |      |      |
| 30 ديسمبر 2008 (الثلاثاء) | عدل | تاريخ | راقب | تصفح |

| 30 ديسمبر 2008 (الثلاثاء) | عدل | تاريخ | راقب | تصفح |

| \| 31 ديسمبر 2008 (الأربعاء) \| عدل \| تاريخ \| راقب \| تصفح \| |     |       |      |      |
| - حماس تتعهد بالقتال للرمق الأخير ضد أي هجوم إسرائيلي على غزة وإسرائيل تؤجل بحث الهدنة وعباس يهدد بوقف المفاوضات (العربية) - اجتماع طارئ في جامعة الدول العربية لوزراء الخارجية العرب ووزير الخارجية السعودي يدعو لاجتماع مصالحة فلسطيني فوري وعمرو موسى يقول أن الانطباع بأن جيش إسرائيل لا يقهر ولى زمنه ولن يعود (العربية) - العراق يوقع اتفاقيتين تنظمان وجود القوات البريطانية والأسترالية يلزم البلدين بالانسحاب في نهاية يوليو 2009 (العربية) |     |       |      |      |
| 31 ديسمبر 2008 (الأربعاء) | عدل | تاريخ | راقب | تصفح |

| 31 ديسمبر 2008 (الأربعاء) | عدل | تاريخ | راقب | تصفح |

| أيقونة بذرة | هذه بذرة مقالة عن تقويم بحاجة للتوسيع. فضلًا شارك في تحريرها. |

| 5 ديسمبر 2008 (الجمعة) | عدل | تاريخ | راقب | تصفح |

| 7 ديسمبر 2008 (الأحد) | عدل | تاريخ | راقب | تصفح |

| \| 9 ديسمبر 2008 (الثلاثاء) \| عدل \| تاريخ \| راقب \| تصفح \|                                                                 |     |       |      |      |
| - إسرائيل تخفف الحصار جزئياً وسفينة تضامن ترسو بغزة (الجزيرة) - بعثة أوروبية تنتشر بكوسوفو لمساعدتها في بناء مؤسساتها (الجزيرة) |     |       |      |      |
| 9 ديسمبر 2008 (الثلاثاء) | عدل | تاريخ | راقب | تصفح |

| 9 ديسمبر 2008 (الثلاثاء) | عدل | تاريخ | راقب | تصفح |

| \| 11 ديسمبر 2008 (الخميس) \| عدل \| تاريخ \| راقب \| تصفح \| |     |       |      |      |
| - الهند تعلن مراجعة أمنية شاملة (بي بي سي) - أقارب ضحايا 11 سبتمبر يدينون محاكمة جوانتانامو (بي بي سي) - جنوب أفريقيا تعلن حدودها مع زيمبابوي منطقة كوارث (بي بي سي) |     |       |      |      |
| 11 ديسمبر 2008 (الخميس) | عدل | تاريخ | راقب | تصفح |

| 11 ديسمبر 2008 (الخميس) | عدل | تاريخ | راقب | تصفح |

| \| 12 ديسمبر 2008 (الجمعة) \| عدل \| تاريخ \| راقب \| تصفح \|                                                                                   |     |       |      |      |
| - ارتفاع قتلى تفجير كركوك شمال العراق إلى 90 قتيل (الجزيرة) - احتجاجات اليونان تتصاعد وتدخل يومها السابع ورئيس الوزراء يرفض الاستقالة (الجزيرة) |     |       |      |      |
| 12 ديسمبر 2008 (الجمعة) | عدل | تاريخ | راقب | تصفح |

| 12 ديسمبر 2008 (الجمعة) | عدل | تاريخ | راقب | تصفح |

| \| 14 ديسمبر 2008 (الأحد) \| عدل \| تاريخ \| راقب \| تصفح \| |     |       |      |      |
| - صحفي عراقي يقذف بوش والمالكي بحذائه ويهتف قائلا: "كلب" (العربية) - بوش والمالكي يوقعان في بغداد الاتفاق الأمني (بي بي سي) - حماس تنذر إسرائيل بقرب انتهاء التهدئة بين غزة والأراضي الإسرائيلية وترفض تجديدها (العربية) - واشنطن تسلم مجلس الأمن مسودة قرار حول عملية السلام (بي بي سي) - تقرير أمريكي: إهدار أكثر من مائة مليار دولار في إعمار العراق (بي بي سي) - 32 قتيلاً و15 جريحاً في حادث سير جنوب القاهرة (بي بي سي) |     |       |      |      |
| 14 ديسمبر 2008 (الأحد) | عدل | تاريخ | راقب | تصفح |

| 14 ديسمبر 2008 (الأحد) | عدل | تاريخ | راقب | تصفح |

| \| 15 ديسمبر 2008 (الإثنين) \| عدل \| تاريخ \| راقب \| تصفح \| |     |       |      |      |
| - إسرائيل تطلق سراح 224 سجيناً فلسطينياً أغلبيتهم من الضفة (بي بي سي) - في زيارته الوداعية لأفغانستان بوش يتحدث عن مكاسب مأمولة فيها (بي بي سي) - انتخاب رئيس وزراء جديد في تايلاند خلفاً لرئيس الوزراء الأسبق الذي أجبر على الاستقالة بحكم من محكمة (بي بي سي) |     |       |      |      |
| 15 ديسمبر 2008 (الإثنين) | عدل | تاريخ | راقب | تصفح |

| 15 ديسمبر 2008 (الإثنين) | عدل | تاريخ | راقب | تصفح |

| \| 17 ديسمبر 2008 (الأربعاء) \| عدل \| تاريخ \| راقب \| تصفح \| |     |       |      |      |
| - غارة إسرائيلية على غزة بعد قصف لسديروت تبنته سرايا القدس أوقع جريحين (الجزيرة) - براون والمالكي يؤكدان انسحاب الجيش البريطاني بنهاية يوليو 2009 (العربية) - محمود عباس يرفض إجراء انتخابات في الضفة الغربية من دون غزة (العربية) - البرلمان الصومالي يوافق على البدء بإجراءات عزل الرئيس (بي بي سي) - قاضي التحقيق في العراق يمدد حبس منتظر الزيدي (بي بي سي) |     |       |      |      |
| 17 ديسمبر 2008 (الأربعاء) | عدل | تاريخ | راقب | تصفح |

| 17 ديسمبر 2008 (الأربعاء) | عدل | تاريخ | راقب | تصفح |

| \| 20 ديسمبر 2008 (السبت) \| عدل \| تاريخ \| راقب \| تصفح \| |     |       |      |      |
| - الإفراج عن ضباط اعتقلوا بتهمة تسهيل نشاطات إرهابية في العراق وإسقاط كل التهم الموجه إليهم (العربية) - الأمم المتحدة تدعو لإعادة العمل بالتهدئة بين الفلسطينيين وإسرائيل (العربية) |     |       |      |      |
| 20 ديسمبر 2008 (السبت) | عدل | تاريخ | راقب | تصفح |

| 20 ديسمبر 2008 (السبت) | عدل | تاريخ | راقب | تصفح |

| \| 21 ديسمبر 2008 (الأحد) \| عدل \| تاريخ \| راقب \| تصفح \| |     |       |      |      |
| - أولمرت يحذر من التعجل في شن عملية ضد غزة بسبب إطلاق صواريخ بعد نهاية الهدنة بين إسرائيل وحماس المسيطرة على القطاع (رويترز) - المجلس العسكري الموريتاني يفرج عن الرئيس المخلوع (رويترز) |     |       |      |      |
| 21 ديسمبر 2008 (الأحد) | عدل | تاريخ | راقب | تصفح |

| 21 ديسمبر 2008 (الأحد) | عدل | تاريخ | راقب | تصفح |

| \| 22 ديسمبر 2008 (الإثنين) \| عدل \| تاريخ \| راقب \| تصفح \| |     |       |      |      |
| - إصابة أربعة فلسطينيين وتعهد إسرائيلي بإنهاء حكم حماس (الجزيرة) - العراق يعتزم طرد مجاهدي خلق من أراضيه (بي بي سي) - مقتل 7 أشخاص في غارة أمريكية على وزيرستان (بي بي سي) - البرلمان العراقي يصوت على قانون بقاء القوات الأجنبية (بي بي سي) - الأسد لا يستبعد الدخول في مفاوضات مباشرة مع إسرائيل (العربية) |     |       |      |      |
| 22 ديسمبر 2008 (الإثنين) | عدل | تاريخ | راقب | تصفح |

| 22 ديسمبر 2008 (الإثنين) | عدل | تاريخ | راقب | تصفح |

| \| 23 ديسمبر 2008 (الثلاثاء) \| عدل \| تاريخ \| راقب \| تصفح \| |     |       |      |      |
| - عباس يزور القاهرة لبحث الأوضاع في غزة وحماس تعلن هدنة 24 ساعة بعد عرض مصري لإدخال مساعدات طبية وغذائية عاجلة من مصر إلى القطاع (بي بي سي) - الجيش الغيني يعلن حل الحكومة ووقف العمل بالدستور بعد وفاة الرئيس لإنسانا كونتي (بي بي سي) - رئيس البرلمان العراقي محمود المشهداني يستقيل من منصبة (بي بي سي) |     |       |      |      |
| 23 ديسمبر 2008 (الثلاثاء) | عدل | تاريخ | راقب | تصفح |

| 23 ديسمبر 2008 (الثلاثاء) | عدل | تاريخ | راقب | تصفح |

| \| 24 ديسمبر 2008 (الأربعاء) \| عدل \| تاريخ \| راقب \| تصفح \| |     |       |      |      |
| - مقتل 3 من كتائب القسام وإسرائيل تتراجع عن فتح معابر غزة (العربية) - المجلس التشريعي الفلسطيني ينفي معلومات صحفية عن تقديم حماس لقانون عقوبات إسلامية يتضمن الجلد والصلب وقطع الأيدي (العربية) - الرئيس السلفادوري أنطونيو ساكا يعلن عن سحب قوات بلاده من العراق بحلول نهاية العام وذلك بعد ساعات من إقرار البرلمان العراقي قرار يتيح بقاء القوات الأجنبية فيه بعد نهاية التفويض الدولي-(سي إن إن) - رئيس البرلمان في غينيا يدعو العالم إلى وقف الانقلاب (بي بي سي) |     |       |      |      |
| 24 ديسمبر 2008 (الأربعاء) | عدل | تاريخ | راقب | تصفح |

| 24 ديسمبر 2008 (الأربعاء) | عدل | تاريخ | راقب | تصفح |

| \| 25 ديسمبر 2008 (الخميس) \| عدل \| تاريخ \| راقب \| تصفح \| |     |       |      |      |
| - تسيبي ليفني تتعهد بإنهاء سيطرة حماس على قطاع غزة (بي بي سي) - محكمة إسرائيلية تحكم على الأمين العام للجبهة الشعبية لتحرير فلسطين أحمد سعدات بالسجن 30 عاماً بتهمة التخطيط لاغتيال وزير إسرائيلي (بي بي سي) - قائد الانقلابين في غينيا النقيب موسى داديس كامارا يعلن توليه الرئاسة ورئيس الوزراء يسلم نفسه لقادة الانقلاب (بي بي سي) - في رسالة الميلاد البابا يدعو إلى وضع حد للعنف والكراهية في الشرق الأوسط ويحذر من طغيان روح الأنانية وغياب التضامن في مواجهه الأزمة الاقتصادية (بي بي سي) |     |       |      |      |
| 25 ديسمبر 2008 (الخميس) | عدل | تاريخ | راقب | تصفح |

| 25 ديسمبر 2008 (الخميس) | عدل | تاريخ | راقب | تصفح |

| \| 27 ديسمبر 2008 (السبت) \| عدل \| تاريخ \| راقب \| تصفح \| |     |       |      |      |
| - إسرائيل ترتكب أكبر مذبحة في الأراضي الفلسطينية منذ عام 1967 ومشعل يدعو لانتفاضة ثالثة وهنية يرفض الاستسلام حتى لو أبيدت غزة (العربية) - مقتل 22 في انفجار سيارة مفخخة في بغداد (بي بي سي) - عشرات الآلاف يحيون الذكرى الأولى لاغتيال بينظير بوتو (بي بي سي) |     |       |      |      |
| 27 ديسمبر 2008 (السبت) | عدل | تاريخ | راقب | تصفح |

| 27 ديسمبر 2008 (السبت) | عدل | تاريخ | راقب | تصفح |

| \| 28 ديسمبر 2008 (الأحد) \| عدل \| تاريخ \| راقب \| تصفح \| |     |       |      |      |
| - مواجهات عند معبر رفح بعد قصف الأنفاق (بي بي سي) - عباس: حماس كان بإمكانها تجنب الهجوم الإسرائيلي (بي بي سي) - الطائرات الحربية التركية تغير على مواقع تشتبه في أنها تؤوي عناصر من حزب العمال الكردستاني في شمال العراق (بي بي سي) |     |       |      |      |
| 28 ديسمبر 2008 (الأحد) | عدل | تاريخ | راقب | تصفح |

| 28 ديسمبر 2008 (الأحد) | عدل | تاريخ | راقب | تصفح |

| \| 29 ديسمبر 2008 (الإثنين) \| عدل \| تاريخ \| راقب \| تصفح \| |     |       |      |      |
| - نصر الله يدعو الفلسطينيين لانتفاضة ثالثة وإسرائيل تواصل قصف غزة والبيت الأبيض يؤكد أن إسرائيل تدافع عن نفسها (العربية) - جرحى غزة يعبرون إلى مصر والمساعدات تبدأ بدخول القطاع وعدد قتلى الغارات يرتفع إلى 345 (العربية) - نائب إيراني يدعو بلاده لمهاجمة إسرائيل بدل الخطب والمظاهرات (العربية) - عاملون في مجال الإغاثة وأطباء يتوجهون إلى غزة عن طريق البحر من قبرص ومعهم مساعدات طبية (رويترز) - استقالة الرئيس الصومالي واشتباكات بين الجماعات الإسلامية (رويترز) |     |       |      |      |
| 29 ديسمبر 2008 (الإثنين) | عدل | تاريخ | راقب | تصفح |

| 29 ديسمبر 2008 (الإثنين) | عدل | تاريخ | راقب | تصفح |

| \| 30 ديسمبر 2008 (الثلاثاء) \| عدل \| تاريخ \| راقب \| تصفح \| |     |       |      |      |
| - الغارات على غزة تتواصل وتقارير إعلامية تقول أن إسرائيل تدرس تهدئة مؤقتة قبل اجتياح القطاع-(سي إن إن) - مبارك يأمر بفتح معبر رفح للجرحى ويحذر من مخطط إسرائيلي يهدف إلى فصل قطاع غزة عن الضفة الغربية ويقول أن مصر لن تشارك بتعميق الإنقسام بين فتح وحماس-(سي إن إن) - القمة الخليجية تدعو إلى وقف آلة القتل الإسرائيلية في غزة وتطالب إسرائيل برفع الحصار وتحث الفصائل الفلسطينية على الوحدة (العربية) |     |       |      |      |
| 30 ديسمبر 2008 (الثلاثاء) | عدل | تاريخ | راقب | تصفح |

| 30 ديسمبر 2008 (الثلاثاء) | عدل | تاريخ | راقب | تصفح |

| \| 31 ديسمبر 2008 (الأربعاء) \| عدل \| تاريخ \| راقب \| تصفح \| |     |       |      |      |
| - حماس تتعهد بالقتال للرمق الأخير ضد أي هجوم إسرائيلي على غزة وإسرائيل تؤجل بحث الهدنة وعباس يهدد بوقف المفاوضات (العربية) - اجتماع طارئ في جامعة الدول العربية لوزراء الخارجية العرب ووزير الخارجية السعودي يدعو لاجتماع مصالحة فلسطيني فوري وعمرو موسى يقول أن الانطباع بأن جيش إسرائيل لا يقهر ولى زمنه ولن يعود (العربية) - العراق يوقع اتفاقيتين تنظمان وجود القوات البريطانية والأسترالية يلزم البلدين بالانسحاب في نهاية يوليو 2009 (العربية) |     |       |      |      |
| 31 ديسمبر 2008 (الأربعاء) | عدل | تاريخ | راقب | تصفح |

| 31 ديسمبر 2008 (الأربعاء) | عدل | تاريخ | راقب | تصفح |

| 7 ديسمبر 2008 (الأحد) | عدل | تاريخ | راقب | تصفح |

| \| 9 ديسمبر 2008 (الثلاثاء) \| عدل \| تاريخ \| راقب \| تصفح \|                                                                 |     |       |      |      |
| - إسرائيل تخفف الحصار جزئياً وسفينة تضامن ترسو بغزة (الجزيرة) - بعثة أوروبية تنتشر بكوسوفو لمساعدتها في بناء مؤسساتها (الجزيرة) |     |       |      |      |
| 9 ديسمبر 2008 (الثلاثاء) | عدل | تاريخ | راقب | تصفح |

| 9 ديسمبر 2008 (الثلاثاء) | عدل | تاريخ | راقب | تصفح |

| \| 11 ديسمبر 2008 (الخميس) \| عدل \| تاريخ \| راقب \| تصفح \| |     |       |      |      |
| - الهند تعلن مراجعة أمنية شاملة (بي بي سي) - أقارب ضحايا 11 سبتمبر يدينون محاكمة جوانتانامو (بي بي سي) - جنوب أفريقيا تعلن حدودها مع زيمبابوي منطقة كوارث (بي بي سي) |     |       |      |      |
| 11 ديسمبر 2008 (الخميس) | عدل | تاريخ | راقب | تصفح |

| 11 ديسمبر 2008 (الخميس) | عدل | تاريخ | راقب | تصفح |

| \| 12 ديسمبر 2008 (الجمعة) \| عدل \| تاريخ \| راقب \| تصفح \|                                                                                   |     |       |      |      |
| - ارتفاع قتلى تفجير كركوك شمال العراق إلى 90 قتيل (الجزيرة) - احتجاجات اليونان تتصاعد وتدخل يومها السابع ورئيس الوزراء يرفض الاستقالة (الجزيرة) |     |       |      |      |
| 12 ديسمبر 2008 (الجمعة) | عدل | تاريخ | راقب | تصفح |

| 12 ديسمبر 2008 (الجمعة) | عدل | تاريخ | راقب | تصفح |

| \| 14 ديسمبر 2008 (الأحد) \| عدل \| تاريخ \| راقب \| تصفح \| |     |       |      |      |
| - صحفي عراقي يقذف بوش والمالكي بحذائه ويهتف قائلا: "كلب" (العربية) - بوش والمالكي يوقعان في بغداد الاتفاق الأمني (بي بي سي) - حماس تنذر إسرائيل بقرب انتهاء التهدئة بين غزة والأراضي الإسرائيلية وترفض تجديدها (العربية) - واشنطن تسلم مجلس الأمن مسودة قرار حول عملية السلام (بي بي سي) - تقرير أمريكي: إهدار أكثر من مائة مليار دولار في إعمار العراق (بي بي سي) - 32 قتيلاً و15 جريحاً في حادث سير جنوب القاهرة (بي بي سي) |     |       |      |      |
| 14 ديسمبر 2008 (الأحد) | عدل | تاريخ | راقب | تصفح |

| 14 ديسمبر 2008 (الأحد) | عدل | تاريخ | راقب | تصفح |

| \| 15 ديسمبر 2008 (الإثنين) \| عدل \| تاريخ \| راقب \| تصفح \| |     |       |      |      |
| - إسرائيل تطلق سراح 224 سجيناً فلسطينياً أغلبيتهم من الضفة (بي بي سي) - في زيارته الوداعية لأفغانستان بوش يتحدث عن مكاسب مأمولة فيها (بي بي سي) - انتخاب رئيس وزراء جديد في تايلاند خلفاً لرئيس الوزراء الأسبق الذي أجبر على الاستقالة بحكم من محكمة (بي بي سي) |     |       |      |      |
| 15 ديسمبر 2008 (الإثنين) | عدل | تاريخ | راقب | تصفح |

| 15 ديسمبر 2008 (الإثنين) | عدل | تاريخ | راقب | تصفح |

| \| 17 ديسمبر 2008 (الأربعاء) \| عدل \| تاريخ \| راقب \| تصفح \| |     |       |      |      |
| - غارة إسرائيلية على غزة بعد قصف لسديروت تبنته سرايا القدس أوقع جريحين (الجزيرة) - براون والمالكي يؤكدان انسحاب الجيش البريطاني بنهاية يوليو 2009 (العربية) - محمود عباس يرفض إجراء انتخابات في الضفة الغربية من دون غزة (العربية) - البرلمان الصومالي يوافق على البدء بإجراءات عزل الرئيس (بي بي سي) - قاضي التحقيق في العراق يمدد حبس منتظر الزيدي (بي بي سي) |     |       |      |      |
| 17 ديسمبر 2008 (الأربعاء) | عدل | تاريخ | راقب | تصفح |

| 17 ديسمبر 2008 (الأربعاء) | عدل | تاريخ | راقب | تصفح |

| \| 20 ديسمبر 2008 (السبت) \| عدل \| تاريخ \| راقب \| تصفح \| |     |       |      |      |
| - الإفراج عن ضباط اعتقلوا بتهمة تسهيل نشاطات إرهابية في العراق وإسقاط كل التهم الموجه إليهم (العربية) - الأمم المتحدة تدعو لإعادة العمل بالتهدئة بين الفلسطينيين وإسرائيل (العربية) |     |       |      |      |
| 20 ديسمبر 2008 (السبت) | عدل | تاريخ | راقب | تصفح |

| 20 ديسمبر 2008 (السبت) | عدل | تاريخ | راقب | تصفح |

| \| 21 ديسمبر 2008 (الأحد) \| عدل \| تاريخ \| راقب \| تصفح \| |     |       |      |      |
| - أولمرت يحذر من التعجل في شن عملية ضد غزة بسبب إطلاق صواريخ بعد نهاية الهدنة بين إسرائيل وحماس المسيطرة على القطاع (رويترز) - المجلس العسكري الموريتاني يفرج عن الرئيس المخلوع (رويترز) |     |       |      |      |
| 21 ديسمبر 2008 (الأحد) | عدل | تاريخ | راقب | تصفح |

| 21 ديسمبر 2008 (الأحد) | عدل | تاريخ | راقب | تصفح |

| \| 22 ديسمبر 2008 (الإثنين) \| عدل \| تاريخ \| راقب \| تصفح \| |     |       |      |      |
| - إصابة أربعة فلسطينيين وتعهد إسرائيلي بإنهاء حكم حماس (الجزيرة) - العراق يعتزم طرد مجاهدي خلق من أراضيه (بي بي سي) - مقتل 7 أشخاص في غارة أمريكية على وزيرستان (بي بي سي) - البرلمان العراقي يصوت على قانون بقاء القوات الأجنبية (بي بي سي) - الأسد لا يستبعد الدخول في مفاوضات مباشرة مع إسرائيل (العربية) |     |       |      |      |
| 22 ديسمبر 2008 (الإثنين) | عدل | تاريخ | راقب | تصفح |

| 22 ديسمبر 2008 (الإثنين) | عدل | تاريخ | راقب | تصفح |

| \| 23 ديسمبر 2008 (الثلاثاء) \| عدل \| تاريخ \| راقب \| تصفح \| |     |       |      |      |
| - عباس يزور القاهرة لبحث الأوضاع في غزة وحماس تعلن هدنة 24 ساعة بعد عرض مصري لإدخال مساعدات طبية وغذائية عاجلة من مصر إلى القطاع (بي بي سي) - الجيش الغيني يعلن حل الحكومة ووقف العمل بالدستور بعد وفاة الرئيس لإنسانا كونتي (بي بي سي) - رئيس البرلمان العراقي محمود المشهداني يستقيل من منصبة (بي بي سي) |     |       |      |      |
| 23 ديسمبر 2008 (الثلاثاء) | عدل | تاريخ | راقب | تصفح |

| 23 ديسمبر 2008 (الثلاثاء) | عدل | تاريخ | راقب | تصفح |

| \| 24 ديسمبر 2008 (الأربعاء) \| عدل \| تاريخ \| راقب \| تصفح \| |     |       |      |      |
| - مقتل 3 من كتائب القسام وإسرائيل تتراجع عن فتح معابر غزة (العربية) - المجلس التشريعي الفلسطيني ينفي معلومات صحفية عن تقديم حماس لقانون عقوبات إسلامية يتضمن الجلد والصلب وقطع الأيدي (العربية) - الرئيس السلفادوري أنطونيو ساكا يعلن عن سحب قوات بلاده من العراق بحلول نهاية العام وذلك بعد ساعات من إقرار البرلمان العراقي قرار يتيح بقاء القوات الأجنبية فيه بعد نهاية التفويض الدولي-(سي إن إن) - رئيس البرلمان في غينيا يدعو العالم إلى وقف الانقلاب (بي بي سي) |     |       |      |      |
| 24 ديسمبر 2008 (الأربعاء) | عدل | تاريخ | راقب | تصفح |

| 24 ديسمبر 2008 (الأربعاء) | عدل | تاريخ | راقب | تصفح |

| \| 25 ديسمبر 2008 (الخميس) \| عدل \| تاريخ \| راقب \| تصفح \| |     |       |      |      |
| - تسيبي ليفني تتعهد بإنهاء سيطرة حماس على قطاع غزة (بي بي سي) - محكمة إسرائيلية تحكم على الأمين العام للجبهة الشعبية لتحرير فلسطين أحمد سعدات بالسجن 30 عاماً بتهمة التخطيط لاغتيال وزير إسرائيلي (بي بي سي) - قائد الانقلابين في غينيا النقيب موسى داديس كامارا يعلن توليه الرئاسة ورئيس الوزراء يسلم نفسه لقادة الانقلاب (بي بي سي) - في رسالة الميلاد البابا يدعو إلى وضع حد للعنف والكراهية في الشرق الأوسط ويحذر من طغيان روح الأنانية وغياب التضامن في مواجهه الأزمة الاقتصادية (بي بي سي) |     |       |      |      |
| 25 ديسمبر 2008 (الخميس) | عدل | تاريخ | راقب | تصفح |

| 25 ديسمبر 2008 (الخميس) | عدل | تاريخ | راقب | تصفح |

| \| 27 ديسمبر 2008 (السبت) \| عدل \| تاريخ \| راقب \| تصفح \| |     |       |      |      |
| - إسرائيل ترتكب أكبر مذبحة في الأراضي الفلسطينية منذ عام 1967 ومشعل يدعو لانتفاضة ثالثة وهنية يرفض الاستسلام حتى لو أبيدت غزة (العربية) - مقتل 22 في انفجار سيارة مفخخة في بغداد (بي بي سي) - عشرات الآلاف يحيون الذكرى الأولى لاغتيال بينظير بوتو (بي بي سي) |     |       |      |      |
| 27 ديسمبر 2008 (السبت) | عدل | تاريخ | راقب | تصفح |

| 27 ديسمبر 2008 (السبت) | عدل | تاريخ | راقب | تصفح |

| \| 28 ديسمبر 2008 (الأحد) \| عدل \| تاريخ \| راقب \| تصفح \| |     |       |      |      |
| - مواجهات عند معبر رفح بعد قصف الأنفاق (بي بي سي) - عباس: حماس كان بإمكانها تجنب الهجوم الإسرائيلي (بي بي سي) - الطائرات الحربية التركية تغير على مواقع تشتبه في أنها تؤوي عناصر من حزب العمال الكردستاني في شمال العراق (بي بي سي) |     |       |      |      |
| 28 ديسمبر 2008 (الأحد) | عدل | تاريخ | راقب | تصفح |

| 28 ديسمبر 2008 (الأحد) | عدل | تاريخ | راقب | تصفح |

| \| 29 ديسمبر 2008 (الإثنين) \| عدل \| تاريخ \| راقب \| تصفح \| |     |       |      |      |
| - نصر الله يدعو الفلسطينيين لانتفاضة ثالثة وإسرائيل تواصل قصف غزة والبيت الأبيض يؤكد أن إسرائيل تدافع عن نفسها (العربية) - جرحى غزة يعبرون إلى مصر والمساعدات تبدأ بدخول القطاع وعدد قتلى الغارات يرتفع إلى 345 (العربية) - نائب إيراني يدعو بلاده لمهاجمة إسرائيل بدل الخطب والمظاهرات (العربية) - عاملون في مجال الإغاثة وأطباء يتوجهون إلى غزة عن طريق البحر من قبرص ومعهم مساعدات طبية (رويترز) - استقالة الرئيس الصومالي واشتباكات بين الجماعات الإسلامية (رويترز) |     |       |      |      |
| 29 ديسمبر 2008 (الإثنين) | عدل | تاريخ | راقب | تصفح |

| 29 ديسمبر 2008 (الإثنين) | عدل | تاريخ | راقب | تصفح |

| \| 30 ديسمبر 2008 (الثلاثاء) \| عدل \| تاريخ \| راقب \| تصفح \| |     |       |      |      |
| - الغارات على غزة تتواصل وتقارير إعلامية تقول أن إسرائيل تدرس تهدئة مؤقتة قبل اجتياح القطاع-(سي إن إن) - مبارك يأمر بفتح معبر رفح للجرحى ويحذر من مخطط إسرائيلي يهدف إلى فصل قطاع غزة عن الضفة الغربية ويقول أن مصر لن تشارك بتعميق الإنقسام بين فتح وحماس-(سي إن إن) - القمة الخليجية تدعو إلى وقف آلة القتل الإسرائيلية في غزة وتطالب إسرائيل برفع الحصار وتحث الفصائل الفلسطينية على الوحدة (العربية) |     |       |      |      |
| 30 ديسمبر 2008 (الثلاثاء) | عدل | تاريخ | راقب | تصفح |

| 30 ديسمبر 2008 (الثلاثاء) | عدل | تاريخ | راقب | تصفح |

| \| 31 ديسمبر 2008 (الأربعاء) \| عدل \| تاريخ \| راقب \| تصفح \| |     |       |      |      |
| - حماس تتعهد بالقتال للرمق الأخير ضد أي هجوم إسرائيلي على غزة وإسرائيل تؤجل بحث الهدنة وعباس يهدد بوقف المفاوضات (العربية) - اجتماع طارئ في جامعة الدول العربية لوزراء الخارجية العرب ووزير الخارجية السعودي يدعو لاجتماع مصالحة فلسطيني فوري وعمرو موسى يقول أن الانطباع بأن جيش إسرائيل لا يقهر ولى زمنه ولن يعود (العربية) - العراق يوقع اتفاقيتين تنظمان وجود القوات البريطانية والأسترالية يلزم البلدين بالانسحاب في نهاية يوليو 2009 (العربية) |     |       |      |      |
| 31 ديسمبر 2008 (الأربعاء) | عدل | تاريخ | راقب | تصفح |

| 31 ديسمبر 2008 (الأربعاء) | عدل | تاريخ | راقب | تصفح |

| أيقونة بذرة | هذه بذرة مقالة عن تقويم بحاجة للتوسيع. فضلًا شارك في تحريرها. |